# Belarus
Belarus (în belarusă Беларусь; în rusă Беларусь, transliterat: Belarus sau Белоруссия, transliterat Belorussia, pronunție belarusă: [bʲɛɫ̪äˈrus̪ʲ]), denumită oficial Republica Belarus, este o țară fără ieșire la mare, aflată în Europa de Est, vecină cu Rusia către nord-est, Ucraina către sud, Polonia către vest, și Lituania și Letonia către nord-vest. Capitala țării este Minsk; printre alte orașe mari se numără Brest, Hrodna, Gomel, Moghilău și Vitebsk (Vițebsk). Peste 40 % dintre cei 207.600 km² sunt împăduriți, iar principalele sectoare economice sunt agricultura și industria prelucrătoare.
Până în secolul al XX-lea, teritoriile Belarusului modern au aparținut mai multor țări, între care se numără Principatul Poloțkului, Marele Ducat al Lituaniei, Uniunea Polono-Lituaniană, și Imperiul Rus. După Revoluția Rusă, Belarusul a devenit republică constituentă a Uniunii Sovietice, primind numele de Republica Sovietică Socialistă Bielorusă (RSSB). Frontierele Belarusului au luat forma lor actuală în 1939–1945, când unele teritorii ale celei de a doua republică Poloneză i-au fost incorporate în urma invaziei sovietice a Poloniei. Țara și teritoriul său au fost devastate de al Doilea Război Mondial, în timpul căruia Belarusul a pierdut circa o treime din populație și mai mult de jumătate din resursele economice. Republica s-a dezvoltat din nou în anii postbelici. În 1945, RSS Bielorusă a devenit membră fondatoare a Națiunilor Unite, împreună cu alte 50 de state ale lumii.
Parlamentul republicii a declarat suveranitatea Belarusului la 27 iulie 1990, și în procesul de destrămare a Uniunii Sovietice, Belarusul și-a declarat independența la 25 august 1991. Alexander Lukașenko este președintele țării din 1994. În ciuda obiecțiilor guvernelor occidentale, Lukașenko a continuat politicile din epoca sovietică, între care perpetuarea proprietății de stat în economie. Conform unor organizații și țări, alegerile au fost incorecte, iar adversarii politici ai președintelui au fost suprimați violent.Belarus ocupă un loc scăzut în măsurătorile internaționale ale libertății presei și ale libertăților civile și este singura țară europeană care are în vigoare pedeapsa capitală.  În 2000, Belarus și Rusia au semnat un acord de extindere a cooperării, afirmând dorința de a crea o uniune.
Peste 70 % din populația de 9,49 milioane de oameni a Belarusului trăiește în zone urbane. Peste 80 % din populație este formată din etnici belaruși, cu minorități semnificative de ruși, polonezi și ucraineni. De la referendumul din 1995, țara are două limbi oficiale: belarusa și rusa. Constituția Belarusului nu declară o religie oficială, deși principala religie practicată în țară este ortodoxia rusă. A doua religie, romano-catolicismul, are un număr mult mai mic de credincioși, dar atât Paștele cât și Crăciunul ortodox și catolic sunt sărbători naționale. Belarusul are cel mai mare indice al dezvoltării umane din membrii CSI. Țara s-a alăturat OTSC, Uniunii Economice Euroasiatice, OSCE și Mișcării de Nealiniere. Nu a arătat nicio aspirație de a adera la Uniunea Europeană, dar menține totuși o relație bilaterală cu blocul comunitar și participă, de asemenea, la două proiecte UE, Inițiativa de la Baku și Parteneriatul Estic. Belarus și-a suspendat participarea la acesta din urmă pe 28 iunie 2021, după ce UE a impus mai multe sancțiuni împotriva țării.

## Etimologie
Denumirea de „Belarus” corespunde literal termenului „Rusia Albă” (Rutenia Albă). Există mai multe presupuneri privind originea numelui „Rutenia Albă”. O teorie etno-religioasă sugerează că numele utilizat pentru descrierea părții din vechile pământuri rutene aflate în granițele Marelui Ducat al Lituaniei care fusese populată predominant de slavii creștinați, spre deosebire de Rutenia Neagră, care era predominant locuită de baltici păgâni. O explicație alternativă a numelui este pe marginea hainelor albe purtate de slavii autohtoni. O a treia teorie sugerează că vechile pământuri rutene necucerite de tătari (adică Połack, Vitebsk și Moghilău) fuseseră denumite „albe”. Alte surse susțin că înainte de 1267, pământul necucerit de mongoli era considerat „Rutenia Albă”. În 2008, istoricul Ales Bely și-a prezentat teza de doctorat, care sugera că denumirea de „Rutenia Albă” se referă la zona Republicii Novgorodului cucerită de Cnezatul Moscovei în 1478; în termenii geografiei actuale, aceasta înseamnă estul Belarusului și zonele cucerite prin expansiunea spre vest a Moscovei în timpul Războiului Livonian din secolul al XVII-lea.
Numele de „Rutenia” este uneori substituit cu cel de „Rusia”, și astfel „Rutenia Albă” este denumită uneori „Rusia Albă”. Această confuzie a fost încurajată de regenții moscoviți după căderea Rusiei Kievene. Cnejii moscoviți, începând cu Ivan al IV-lea, s-au considerat succesori de drept ai dinastiei ducale rutene, iar utilizarea numelui de „Rusia” cu referire la toate fostele pământuri rutene (ale slavilor răsăriteni) a devenit o armă politică și casus belli pentru cucerirea tuturor teritoriilor rutene ocupate de Lituania și Polonia. Numele a apărut pentru prima oară în literatura medievală în germană și latină; cronicile lui Jan din Czarnków amintesc de încarcerarea marelui duce lituanian Jogaila și a mamei sale în „Albae Russiae, Poloczk dicto” la 1381. Termenul latinesc Alba Russia a fost utilizat din nou de către Papa Pius al VI-lea pentru a înființa o societate iezuită în 1783. Bula papală oficială afirma: „Approbo Societatem Jesu in Alba Russia degentem, approbo, approbo”. Prima utilizare a termenului de „Rusia Albă” cu referire la Belarus a fost pe la sfârșitul secolului al XVI-lea, din partea lui Jerome Horsey, un englez cunoscut pentru legăturile strânse cu curtea regală rusă. În secolul al XVII-lea, țarii ruși au folosit denumirea de „Rutenia Albă” pentru a descrie pământurile cucerite de la Marele Ducat al Lituaniei.
Belarus a fost numită oficial de către ruși „Bielorusia” (în rusă Белоруссия; cu ultima parte similară în română, dar nu și în rusă cu termenul „Rusia” — scris Россия) în perioada țaristă, iar țarul rus se autointitula „Țar al tuturor Rusiilor”, întrucât imperiul său era format din toate Rusiile – cea Mare, cea Mică, cea Albă. După Revoluția Bolșevică din 1917, termenul de „Rusia Albă” a provocat confuzie cu forțele militare social-democrate care se opuneau bolșevicilor „roșii”. În perioada RSS Bieloruse, a fost îmbrățișat termenul de „Bielorusia” ca parte a conștiinței naționale. În Belarusul de vest, aflat sub control polonez în perioada interbelică, termenul de „Byelorussia” a fost utilizat cu referire la regiunile orașelor Białystok și Hrodna.
Termenul de „Bielorusia” (numele din alte limbi, inclusiv în română, bazându-se pe forma rusească) a fost utilizat oficial până în 1991, când Sovietul Suprem al RSS Bieloruse a declarat republica independentă cu numele de „Belarus” (Беларусь, în rusă), pentru a reflecta forma corectă în limba autohtonă. Utilizarea temporară a denumirilor RSS Bielorusă și a abrevierilor sale a fost permis între 1991 și 1993. Forțele conservatoare din Belarusul independent nu au susținut schimbarea de nume și s-au opus fără succes includerii sale în propunerea constituțională din 1991.
Oficial, numele complet al țării este „Republica Belarus” (Рэспубліка Беларусь, Республика Беларусь, Respublika Belarus). Astfel, numele de „Bielorusia” a fost înlocuit de „Belarus” pe plan internațional, în limbile de circulație mondială, în limba română, dar și parțial în rusă (deși numele tradițional încă persistă); similar, adjectivul „bielorus” a fost înlocuit cu „belarus” (deși în rusă nu a apărut un alt adjectiv). „Bielorus” este mai apropiat de termenul rusesc inițial bielaruski. Intelectualii belaruși din anii staliniști au încercat să schimbe numele din „Bielorusia” spre o formă de „Krivia” din cauza presupusei legături cu Rusia. Unii naționaliști s-au opus numelui din același motiv. Unele state preferă însă să folosească în continuare denumirea tradițională, istorică, în limba națională. Astfel, în Suedia, deși o petiție a fost depusă de cetățeni beloruși pentru modificarea numelui din „Vitryssland” în „Belarus”, denumirea oficială continuă să fie cea de „Vitryssland” (în traducere „Rusia Albă”). În Franța, deși denumirea oficială în limba franceză la ONU este „République de Bélarus” (traducere propusă de guvernul belarus), la recomandarea mai multor instituții franceze între care Academia Franceză și Ministerul de Externe, continuă să fie folosit numele de „Biélorussie”. Mai multe ziare populare publicate pe plan local păstrează însă numele vechi al țării în limba rusă, ca de exemplu Komsomolskaia Pravda v Bielorussii, varianta locală a unui popular ziar rusesc. Cei ce doresc reunificarea Belarusului cu Rusia continuă să utilizeze și ei termenul de „Bielorusia”.

## Istorie

### Înainte de Primul Război Mondial
În regiune, au fost descoperite atât rămășițe de homo erectus cât și de Neanderthalieni. Între anii 5000 și 2000 î.e.n., au predominat culturile Bandkerimik. Pe lângă acestea, în Belarus și în parți din Ucraina, s-au găsit urme din cultura Nipru-Doneț. Cimerienii și ale triburi de păstori locuiau zona prin 1000 î.e.n., iar înainte de 500 e.n., slavii se stabiliseră aici, fiind înconjurați de sciți. Diferite triburi barbare asiatice, huni și avari au migrat pe aici în preajma anilor 400–600 e.n., dar nu au dislocat elementul slav.

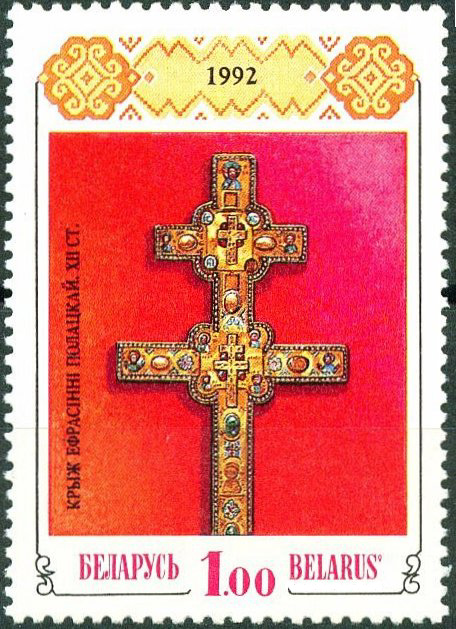
Timbru cu Crucea Sfintei Eufrosina din 1992

Regiunea ce astăzi formează Belarusul a fost populată de triburi slave în secolul al VI-lea. Odată cu trecerea timpului, slavii i-au asimilat pe sciții, sarmații, cimerienii și balticii ce locuiau alături de ei. Începând cu secolul 9, slavii au intrat treptat în contact cu varegii, negustori și războinici scandinavi. Deși înfrânți și goniți pentru scurt timp de către localnici, varegilor li s-a cerut ulterior să revină și au ajutat la formarea unei entități statale — denumită astăzi Rusia Kieveană — în schimbul unui tribut. Statul Rusiei Kievene a apărut în 862 fie în apropierea Kievului fie în zona Novgorodului. Cu timpul, poporul vareg a sfârșit prin a fi asimilat de masa slavă. Rădăcina rus’ din endonimul vareg a supraviețuit în numele națiunilor moderne belaruse, ruse și rutene, precum și în numele finlandez și eston pentru Suedia (Ruotsi, respectiv Rootsi).
După moartea liderului kievean Iaroslav I cel Înțelept, statul s-a dezmembrat în principate independente. Aceste principate rutene au fost grav afectate de o invazie mongolă în secolul al XIII-lea, și multe au fost ulterior încorporate în Marele Ducat al Lituaniei. Din principatele anexate de Marele Ducat, nouă erau locuite de strămoși ai belarușilor. În această perioadă, Ducatul s-a implicat în mai multe campanii militare, inclusiv în luptele de partea Poloniei împotriva Cavalerilor Teutoni în bătălia de la Grunwald din 1410; victoria a permis Lituaniei să controleze frontierele nord-vestice ale Europei de Est.

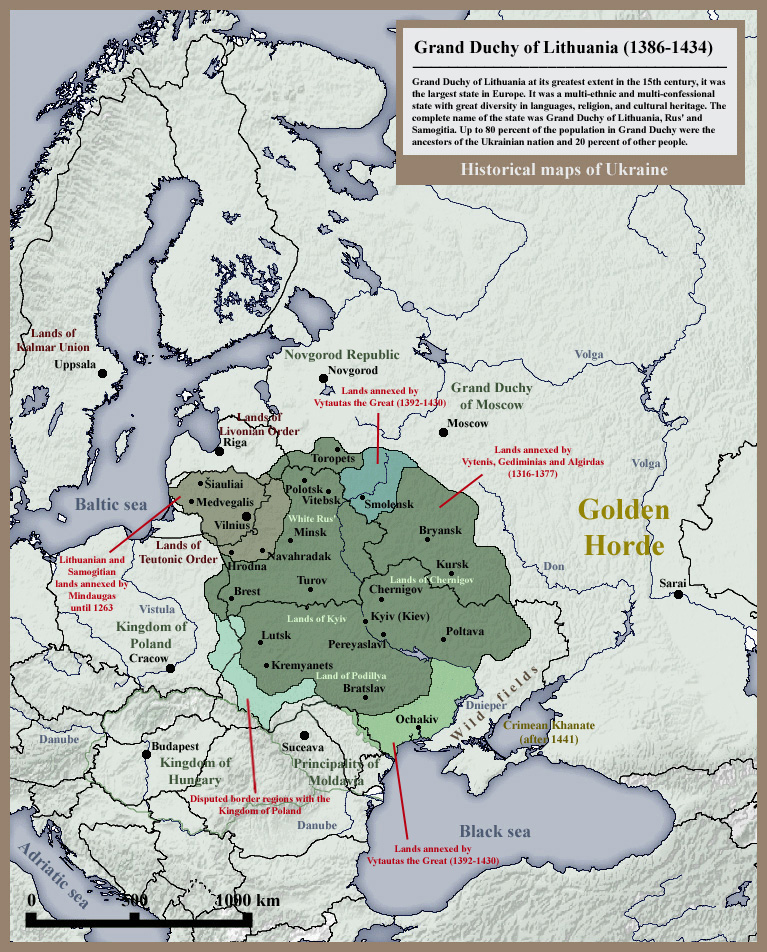
Poziția Marelui Ducat al Lituaniei în Europa de Est până în 1434.

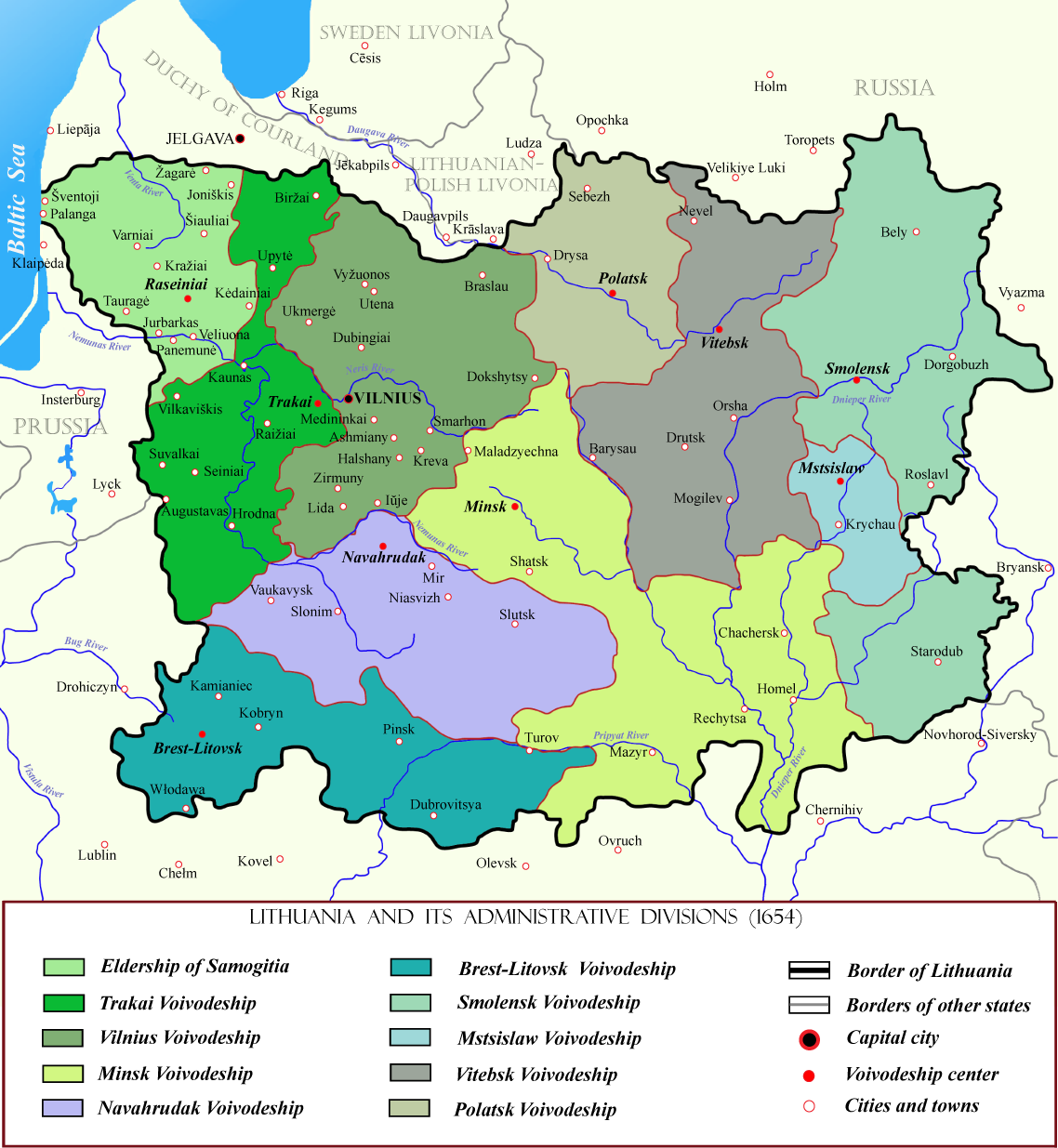
Harta Marelui Ducat al Lituaniei: Belarusul actual este inclus în întregime în granițele sale.

La 2 februarie 1386, Marele Ducat al Lituaniei și Regatul Poloniei au intrat într-o uniune personală prin căsătoria conducătorilor lor. Această unire a pus în mișcare o serie de evenimente ce a dus la formarea Uniunii Polono-Lituaniene, formată în 1569. Rușii, în frunte cu Ivan al III-lea al Moscovei, au început cuceririle militare în 1486 în încercarea de a cuceri pământurile Rusiei Kievene, și anume teritoriile de astăzi ale Belarusului și Ucrainei.
Uniunea dintre Polonia și Lituania a luat sfârșit în 1795 odată cu Împărțirile Poloniei între Imperiul Rus, Prusia și Austria. În această perioadă teritoriile Belarusului au fost cucerite de Imperiul Rus condus de Ecaterina a II-a, care le-a păstrat până la ocuparea lor de către Imperiul German în Primul Război Mondial.

### După prima independență
În cursul negocierilor pentru tratatul de la Brest-Litovsk, Belarus și-a declarat independența sub ocupație germană la 25 martie 1918, formând Republica Populară Belarus. Imediat după aceea, a izbucnit Războiul Polono-Sovietic, iar Belarusul s-a găsit prins între Polonia și Rusia Sovietică. O parte din Belarus a căzut sub control rusesc și a devenit RSS Bielorusă în 1919. La scurt timp după aceea, ea a fost transformată în Republica Sovietică Socialistă Lituano–Bielorusă. Teritoriile contestate au fost împărțite între Polonia și URSS după încheierea războiului în 1921, iar RSS Bielorusă a devenit membru fondator al URSS în 1922. Partea vestică a Belarusului actual a rămas parte a Poloniei.
În anii 1920, au fost demarate reformele agrare care au culminat cu colectivizarea în Belarusul sovietic. În anii 1930, implementarea planurilor cincinale a dus la accelerarea industrializării. În același timp, în Belarusul de Vest, populația s-a bucurat de libertate economică și socială, iar începând cu 1926 drepturile culturale ale majorității belaruse din regiunea aparținând Poloniei au fost crescute, aceasta bucurându-se de școli în limba belarusă și de utilizarea limbii în administrație.

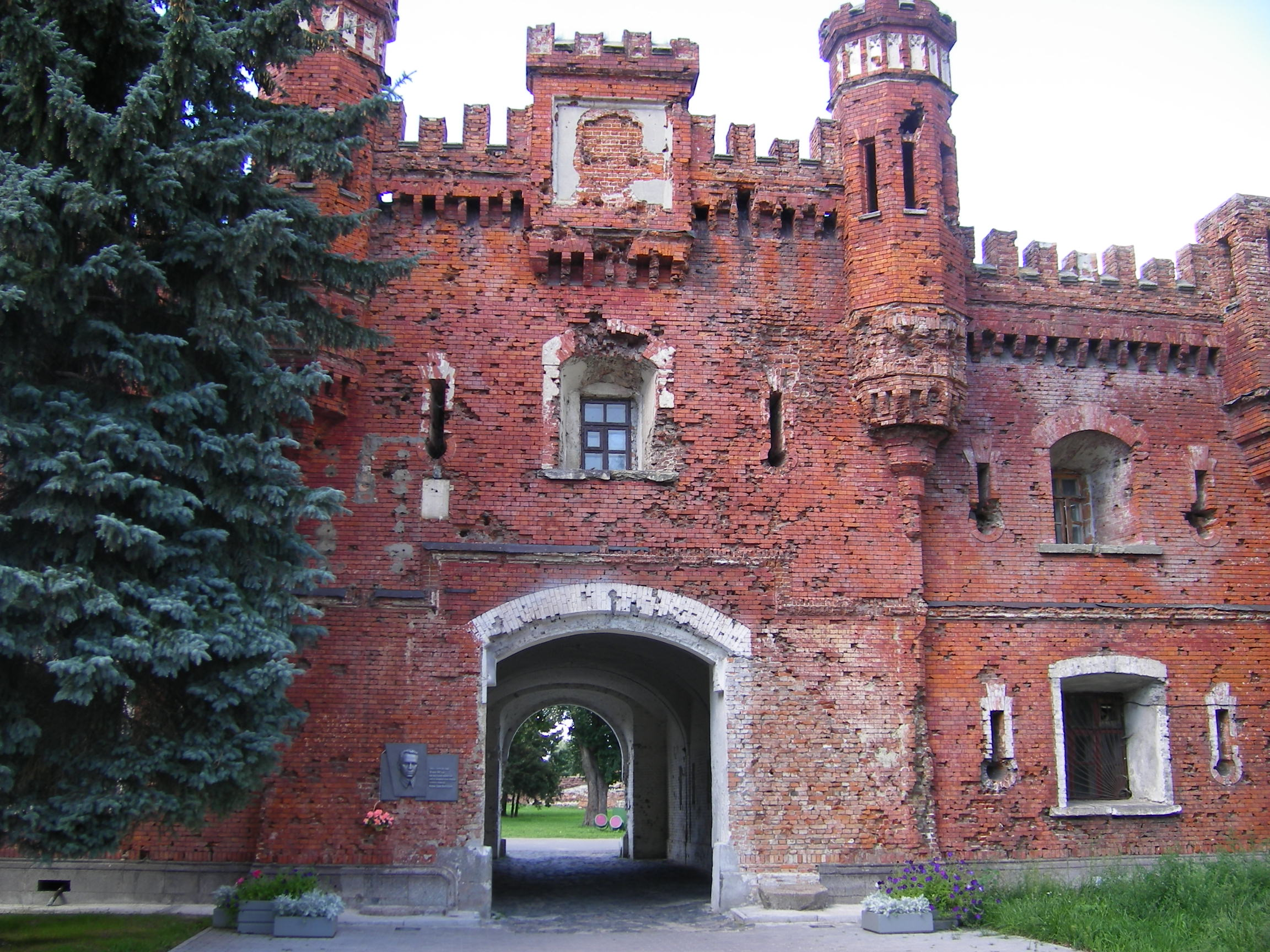
Fortăreața Brest, monument al celui de al Doilea Război Mondial

În 1939, Germania Nazistă și Uniunea Sovietică au invadat și au ocupat Polonia, aducând începutul celui de al Doilea Război Mondial. Mare parte din Polonia de nord-est, consfințită astfel prin pacea de la Riga cu 20 de ani în urmă, a fost anexată RSS Bieloruse, și formează acum regiunea istorică denumită Belarusul de Vest. Consiliul Popular Bielorus, sub control sovietic, a preluat teritoriile locuite predominant de etnici belaruși, la 28 octombrie 1939 la Białystok.
Germania Nazistă a invadat apoi Uniunea Sovietică în 1941. Fortăreața Brest, anexată în 1939, a fost supusă unuia dintre cele mai distructive asalturi și apărarea ei în 1941 a rămas în memorie ca act de eroism împotriva agresiunii germane. Statistic, RSS Bielorusă a fost cea mai afectată republică sovietică în timpul războiului și a rămas în mâinile naziștilor până în 1944. În acea perioadă, Germania a distrus 209 din cele 290 de orașe ale republicii, 85 % din industrie, și peste un milion de clădiri. Numărul morților a fost estimat între două și trei milioane (aproape un sfert, până la o treime din populația totală), în vreme ce populația evreiască a fost devastată de Holocaust și nu a mai revenit. Populația Belarusului a revenit la nivelul dinainte de război abia în 1971.
După război, Belarus a fost una dintre cele 51 de țări fondatoare ale Cartei Organizației Națiunilor Unite și i s-a permis să aibă un vot adițional în ONU, pe lângă cel al URSS. Reconstrucția postbelică a început imediat după război și RSS Bielorusă a devenit un important centru industrial al vestului Uniunii Sovietice, creând locuri de muncă și atrăgând etnici ruși care au imigrat. Frontierele RSS Bieloruse și ale Poloniei au fost retrasate de-a lungul așa-numitei Linii Curzon.

Iosif Stalin a implementat o politică de sovietizare pentru a izola RSS Bielorusă de influențele occidentale. Această politică a implicat aducerea de ruși și alți alogeni din diverse părți ale Uniunii Sovietice, punându-i în posturi-cheie în cadrul guvernului republicii. Utilizarea oficială a limbii belaruse și alte aspecte culturale au fost limitate de către Moscova. După moartea lui Stalin în 1953, Nikita Hrușciov a continuat politica de hegemonie culturală a predecesorului său, declarând: „cu cât începem cu toții mai repede să vorbim rusește, cu atât mai repede vom construi comunismul.”
În 1986, RSS Bielorusă a fost expusă semnificativ efectelor exploziei centralei termonucleare de la Cernobîl din RSS Ucraineană vecină.
În iunie 1988, arheologul ce avea să devină apoi lider al Partidului Conservator Creștin al Frontului Popular Belarus, Zianon Paźniak a descoperit gropi comune ale victimelor executate între 1937–1941 la Kurapaty, lângă Minsk. Unii naționaliști au afirmat că această descoperire este dovadă că guvernul sovietic a încercat distrugerea poporului belarus, determinându-i pe naționaliști să ceară independența.
În martie 1990, au avut loc alegerile pentru Sovietul Suprem al RSS Bieloruse. Deși Frontul Popular Belarus, pro-independență, a obținut doar 10 % din locuri, populația a fost mulțumită de delegații aleși. Belarus s-a declarat stat suveran la 27 iulie 1990, adoptând Declarația de Suveranitate a Republicii Sovietice Socialiste Belaruse. Cu susținerea Partidului Comunist, numele țării a fost schimbat în Republica Belarus la 25 august 1991. Stanislau Šuškevič, președintele Sovietului Suprem al Belarusului, s-a întâlnit cu liderii Boris Elțin al Rusiei și Leonid Kravciuk al Ucrainei la 8 decembrie 1991 în pădurea Białowieża pentru a declara oficial dizolvarea Uniunii Sovietice și formarea Comunității Statelor Independente.
O constituție națională a fost adoptată în martie 1994, și în cadrul ei funcția de șef al guvernului a fost comasată cu cea de președinte al țării. Alegeri prezidențiale în două tururi de scrutin, la (24 iunie și 10 iulie 1994) l-au adus la conducerea țării pe necunoscutul până atunci Aleksandr Lukașenko. El a obținut 45 % din voturi în primul tur și 80 % în al doilea, învingându-l pe Viačaslaǔ Kiebič care a primit 14 % din voturi. Lukașenko a fost reales în 2001, 2006, 2010 și 2015.

## Geografie

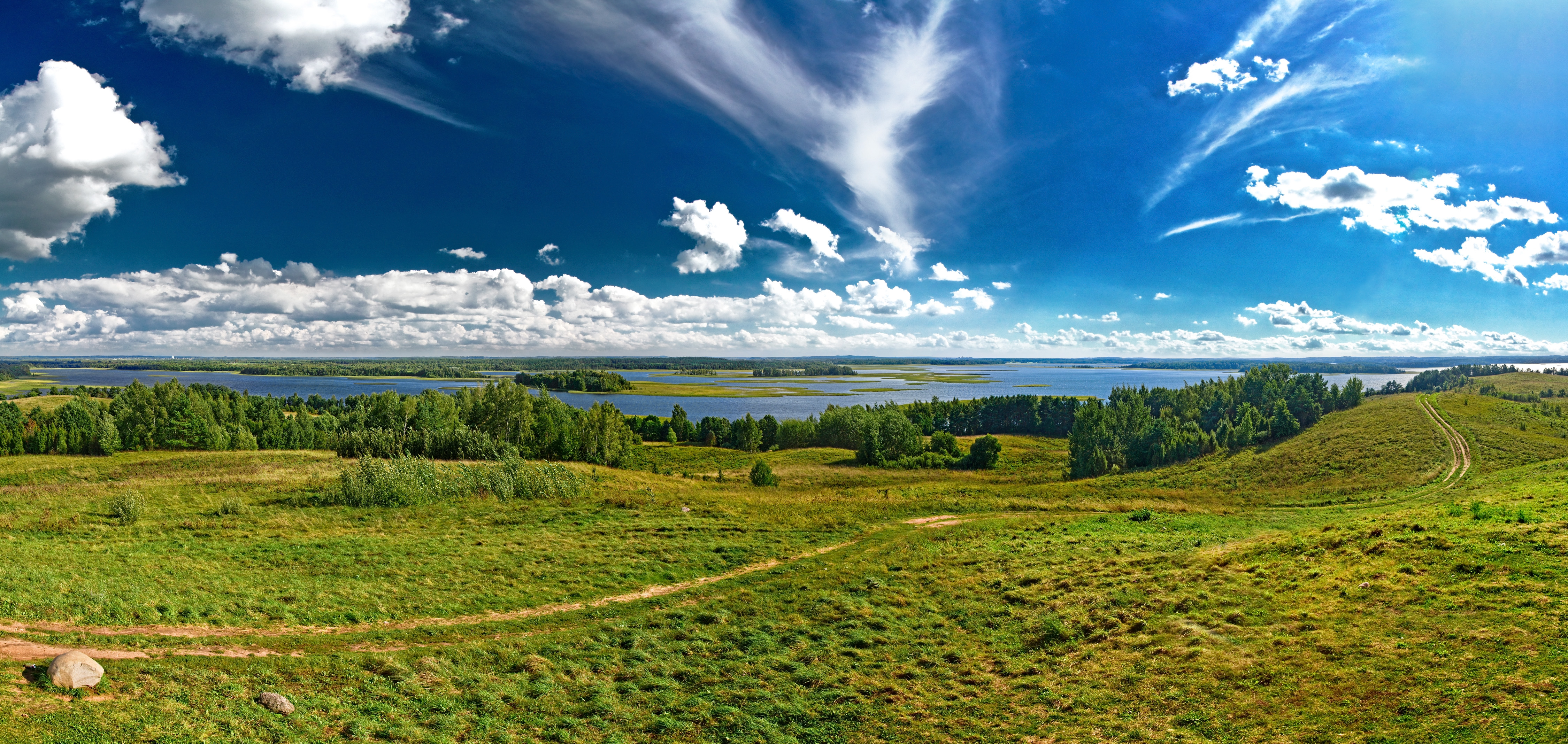
Lacul Strusta din regiunea Vițebsk

Belarus se află între paralelele de 51 și 57° latitudine nordică, și între meridianele de 23 și 33° longitudine estică. Este o țară fără ieșire la mare, cu un relief predominant șes, cu mari porțiuni de terenuri mlăștinoase. Conform unei estimări a ONU din 2005, 40 % din teritoriul Belarusului este acoperit cu păduri.
În Belarus există multe ape curgătoare și circa 11.000 de lacuri. Trei mari râuri curg prin țară: Neman, Pripeat și Nipru. Nemanul curge către vest spre Marea Baltică, iar Pripeatul curge spre est către Nipru; Niprul curge spre sud, către Marea Neagră.
Cel mai înalt punct este Dziaržynskaja Hara (Dealul Dziaržynsk) cu 345 m, iar punctul cel mai jos se află pe râul Neman la 90 m. Altitudinea medie în Belarus este de 160 m peste nivelul mării. Clima are ierni geroase, cu mediile lunii ianuarie la −6 °C, și cu veri răcoroase și umede, cu o temperatură medie de 18 °C. Media anuală a precipitațiilor în Belarus se cifrează la 550–700 mm. Țara se află în zona tranzițională între clima continentală și clima oceanică.

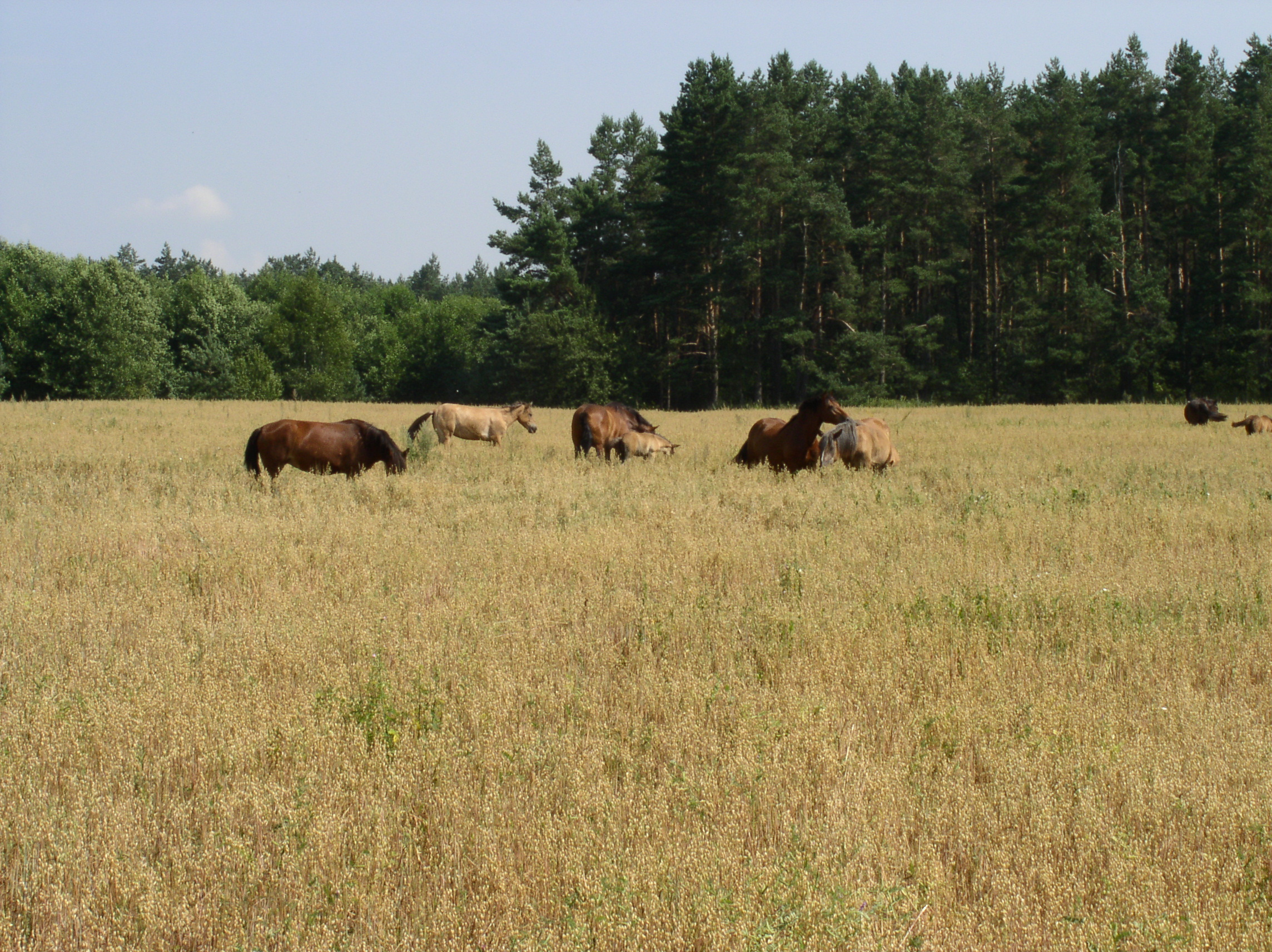
Cai păscând în regiunea Minsk

Între resursele naturale se numără zăcăminte de turbă, mici cantități de petrol și gaze naturale, granit, dolomit (calcar), marne, gresii, nisipuri, prundiș și argilă. Circa 70 % din radiațiile produse în dezastrul de la Cernobîl ce a avut loc în Ucraina vecină în 1986 au pătruns în teritoriul Belarusului și în 2005 circa o cincime din teritoriul țării (în principal pădurile și zonele agricole din provinciile sud-estice) continuă să fie afectate de radiații. Națiunile Unite și alte agenții au încercat reducerea nivelului de radiații în zonele afectate, în special prin utilizarea absorbanților de cesiu și prin cultivarea de rapiță, cu scopul de a scădea nivelurile de cesiu-137 din sol.
Belarus se învecinează cu cinci țări — Letonia la nord, Lituania la nord-vest, Polonia la vest, Rusia la nord și la est, și Ucraina la sud. Frontierele cu Letonia și Lituania au fost delimitate prin tratate semnate în 1995 și 1996, dar Belarusul nu a ratificat imediat un tratat din 1997 ce stabilea frontiera cu Ucraina. Belarus și Lituania au ratificat documentele finale de demarcație în februarie 2007.

## Politica

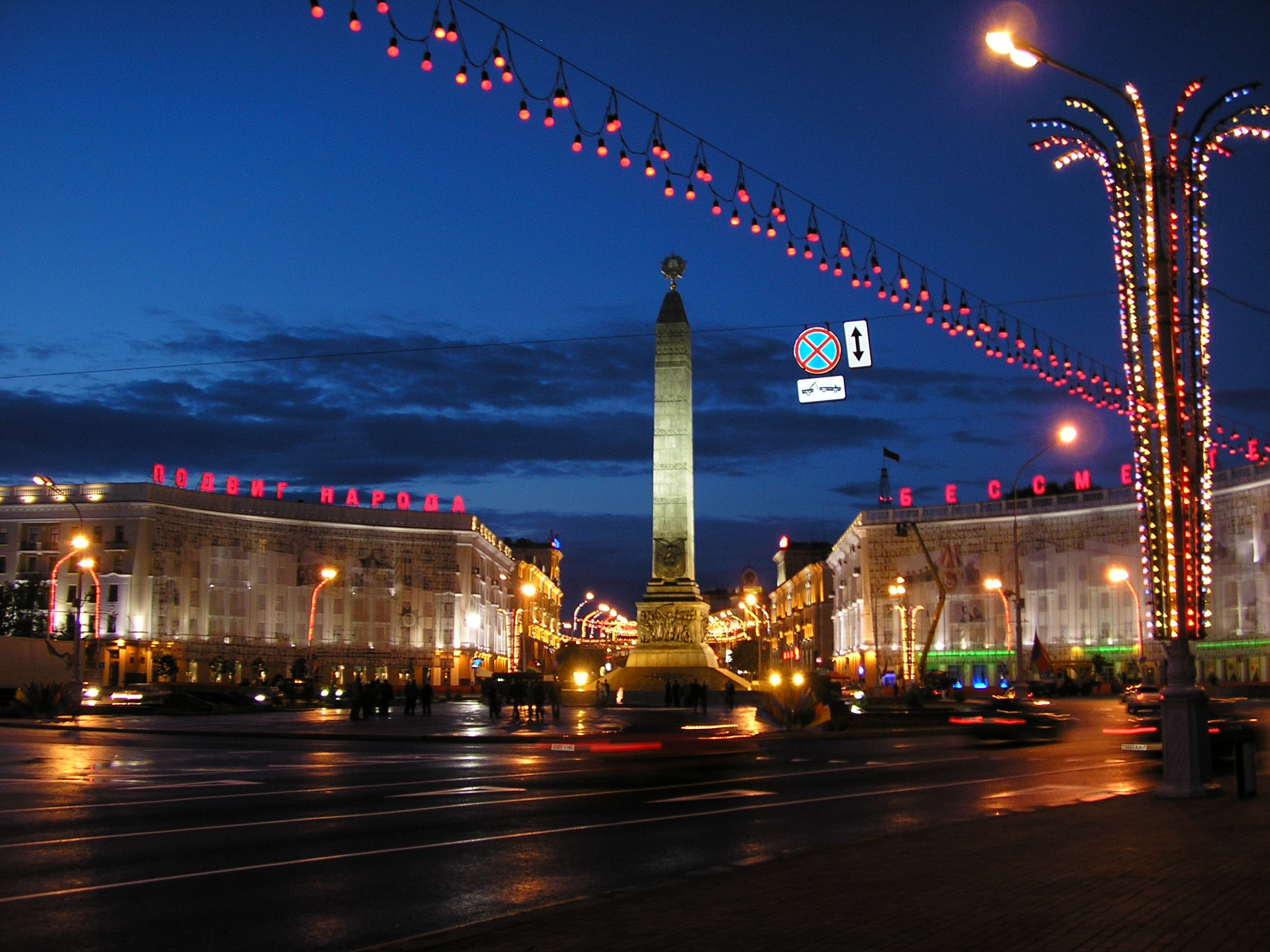
Piața Victoriei, Minsk

Belarusul este o republică prezidențială, guvernată de președinte și de Adunarea Națională. Mandatul președintelui este de cinci ani. Conform constituției din 1994, președintele putea avea doar două mandate, dar această limitare a fost înlăturată în urma reformei constituționale din 2004. Din 1994, Aleksandr Lukașenko este președintele Belarusului. În 1996, Lukașenko a cerut un controversat vot pentru extinderea mandatului președintelui de la cinci la șapte ani, și ca urmare alegerile ce urmau să aibă loc în 1999 au fost amânate până în 2001. Referendumul privind prelungirea mandatului a fost denunțat ca fiind un „fals fantastic” de către șeful Comisiei Electorale Centrale, Viktar Hančar, care a fost demis în timpul campaniei și ulterior a dispărut în 1999, fiind considerat mort. Adunarea Națională este un legislativ bicameral, format din Camera Reprezentanților cu 110 membri și Sfatul Republicii cu 64 de membri.
Camera Reprezentanților are datoria de a adopta amendamente constituționale și de a face propuneri în ce privește politica internă și externă. Sfatul Republicii are puterea de a numi diverși oficiali guvernamentali, de a-l pune sub acuzare pe președinte, și de a accepta sau respinge legile adoptate de camera inferioară. Fiecare cameră are drept de veto pe orice lege adoptată de oficialii regionali dacă ea nu respectă constituția.
Guvernul este un Consiliu de Miniștri condus de primul ministru și de cinci vice-prim-miniștri. Membrii acestui consiliu nu sunt în mod obligatoriu membri ai legislativului și sunt numiți de președinte. Ramura judecătorească este reprezentată de Curtea Supremă și de instanțele specializate, cum ar fi Curtea Constituțională, care tratează aspecte legate de dreptul constituțional și de afaceri. Judecătorii tribunalelor naționale sunt numiți de președinte și confirmați de Sfatul Republicii. Pentru cazuri penale, cea mai înaltă instanță de apel este Curtea Supremă. Constituția Belarusului interzice utilizarea tribunalelor extrajudiciare speciale.

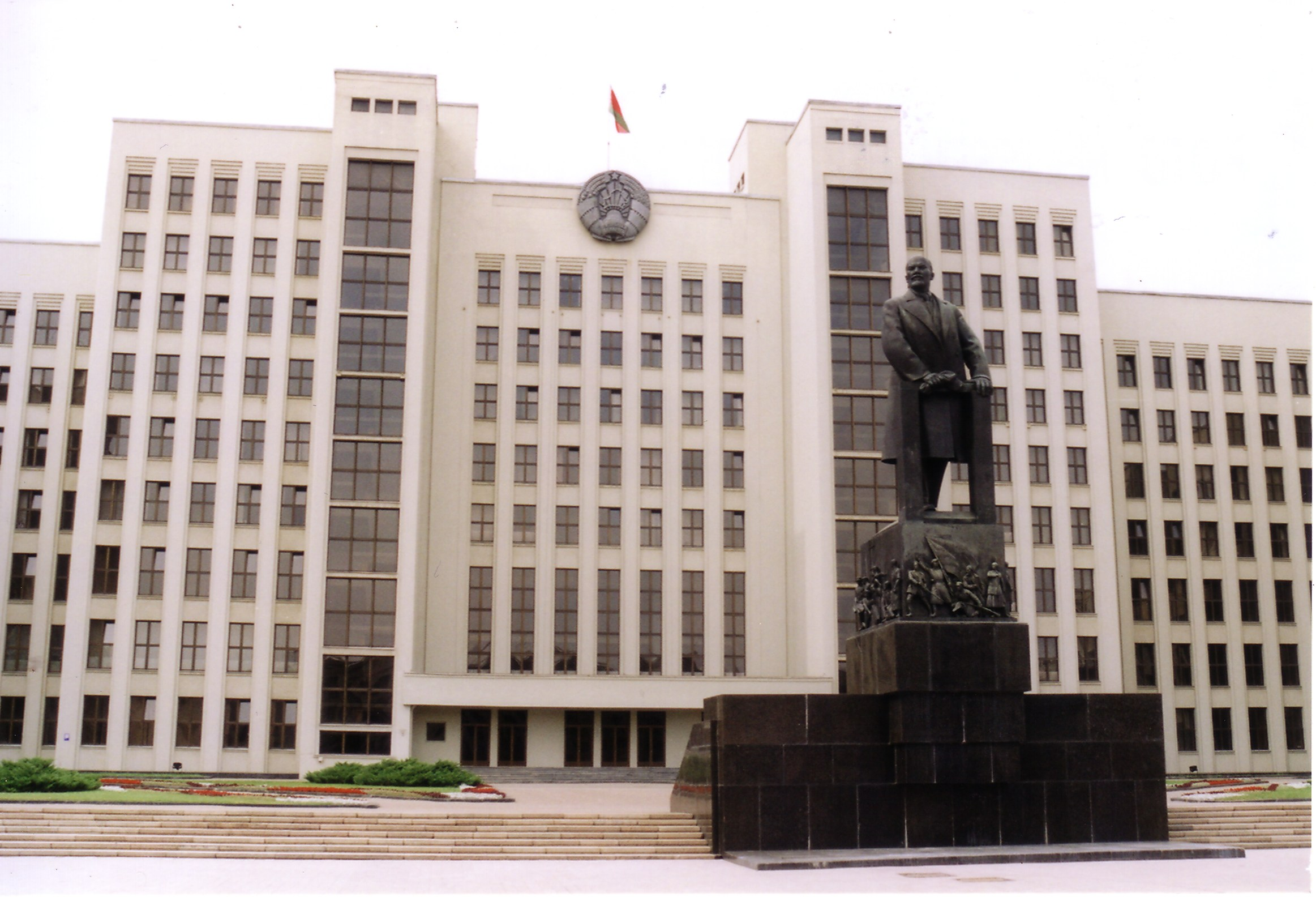
Sediul guvernului de la Minsk, cu statuia lui Vladimir Ilici Lenin în față.

În 2007, 98 dintre cei 110 de membri ai Camerei Reprezentanților erau neafiliați politic, iar din restul de 12 membri, 8 aparțineau Partidului Comunist, 3 Partidului Agrar, și unul Partidului Liberal Democrat. Majoritatea parlamentarilor nepartizani reprezintă o gamă largă de organizații sociale, cum ar fi colectivele muncitorești, asociațiile publice și organizațiile societății civile, așa cum era și în perioada sovietică.
Nici partidele pro-Lukașenko, cum ar fi Partidul Socialist Sportiv din Belarus și Partidul Republican al Muncii și Dreptății, și nici partidele de opoziție din Coaliția Populară 5 Plus, cum ar fi Frontul Popular din Belarus și Partidul Civil Unit din Belarus, nu au obținut vreun loc în parlament la alegerile din 2004. Organizațiile internaționale, cum ar fi OSCE au declarat că alegerile nu au fost libere, din cauza rezultatelor slabe ale partidelor de opoziție și din cauza polarizării mass-media în favoarea guvernului.
La alegerile prezidențiale din 2006, Lukașenko a candidat împotriva lui Alaksandar Milinkievič, care reprezenta o coaliție de partide de opoziție, și împotriva social-democratului Alaksandar Kazulin. Kazulin a fost reținut și agresat de poliție în timpul protestelor din timpul Adunării Populare Pan-Belaruse. Lukașenko a câștigat alegerile cu 80 % din voturi; Federația Rusă și CSI au considerat alegerile libere și corecte în vreme ce OSCE și alte organizații le-au considerat incorecte.
După alegerile prezidențiale din 2010, Lukașenko a fost ales în al patrulea mandat consecutiv cu votul a aproape 80 % din alegători. Liderul de opoziție, Andrei Sannikov, a primit mai puțin de 3 % din voturi; observatorii independenți au criticat alegerile ca fiind frauduloase. Când protestatarii opoziției au ieșit în străzi la Minsk, multe persoane, inclusiv candidații prezidențiali, au fost bătuți și arestați de către miliție. Mulți candidați, inclusiv Sannikov, au fost condamnați la închisoare sau la arest la domiciliu pe perioade de regulă mai mari de patru ani. După șase luni, în urma unei crize economice fără precedent, activiștii s-au folosit de social networking pentru a iniția o nouă rundă de proteste caracterizate prin bătăi din palme, fără scandări.

### Drepturile omului

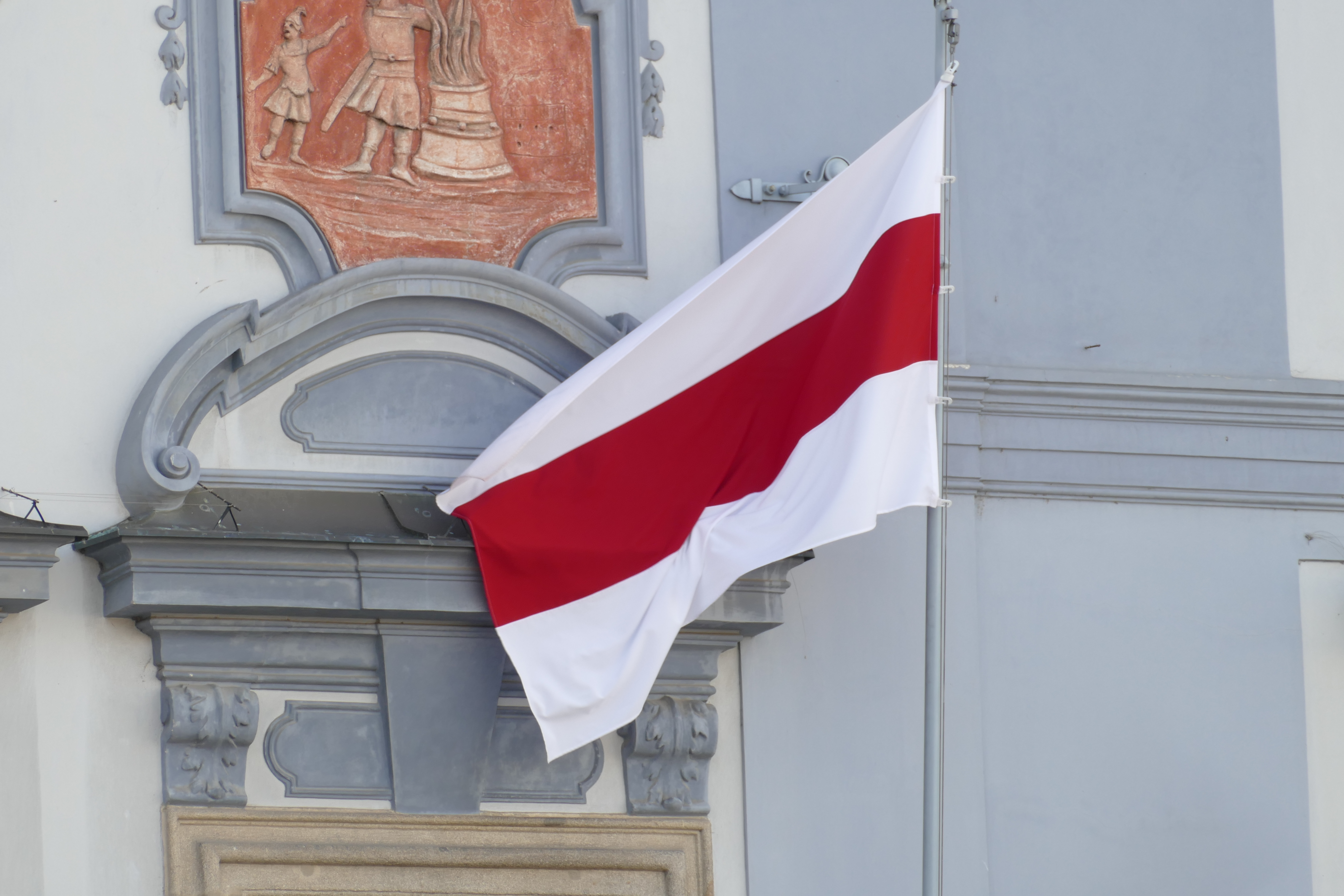
Simbol al opoziției din Belarus, acesta a fost și drapel național între 1991 și 1995.

Lukașenko s-a autodescris ca având un „stil autoritar de guvernare”. Țările occidentale au descris Belarusul lui Lukașenko ca fiind o dictatură; guvernul a acuzat la rândul lor Occidentul că încearcă să-l îndepărteze pe Lukașenko de la putere. Consiliul Europei a exclus Belarusul din 1997, pentru alegeri nedemocratice și afectate de nereguli după referendumul constituțional din noiembrie 1996 și după alegerile legislative parțiale. Guvernul Belarusului a fost criticat pentru încălcări ale drepturilor omului și pentru persecuția organizațiilor neguvernamentale, a ziariștilor independenți, a minorităților naționale și a politicienilor de opoziție. Într-o mărturie depusă în fața Comisiei Senatului Statelor Unite pentru Relații Externe, fostul secretar de stat al Statelor Unite Condoleezza Rice a etichetat Belarusul ca fiind una dintre cele șase „avanposturi ale tiraniei” din lume. Ca răspuns, guvernul Belarusului a declarat această afirmație „departe de realitate”.

### Relații externe

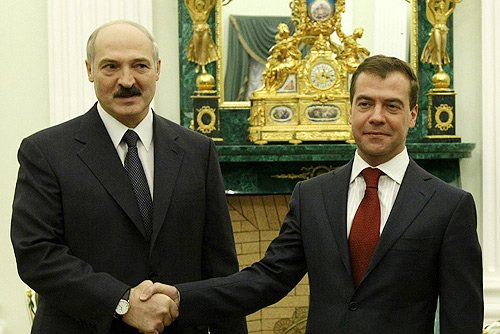
Aleksander Lukașenko (stânga) dând mâna cu Dmitri Medvedev (președintele Rusiei) în 2008

Belarus și Rusia sunt parteneri comerciali și aliați diplomatici de la destrămarea Uniunii Sovietice. Belarusul depinde de Rusia în ce privește importurile de materii prime și ca piață de export. Uniunea Rusia-Belarus, o confederație supranațională, a fost înființată printr-o serie de tratate în perioada 1996–99, și are ca scop formarea unei uniuni monetare, drepturi egale, cetățenie unică, și politică externă și de apărare comună. Viitorul acestei uniuni rămâne însă incert, din cauza întârzierilor repetate ale uniunii monetare cauzate de Belarus, lipsa unei date pentru un referendum asupra constituției sale, și o dispută din 2007 pe marginea comerțului cu petrol.
La 11 decembrie 2007, au apărut unele informații privind discuțiile despre formarea noului stat. La 27 mai 2008, Lukașenko a spus că l-a numit pe premierul rus Vladimir Putin „prim ministru” al alianței Rusia-Belarus. Semnificația acestui act a rămas neclară; s-a bănuit și s-a zvonit că Putin ar fi devenit președinte al uniunii Rusia-Belarus în mai 2008 după încheierea mandatului de președinte.
Belarus este membru fondator al Comunității Statelor Independente (CSI); funcționarea acestei organizații este însă și ea pusă la îndoială chiar de către unii membri ai ei. Belarusul are acorduri comerciale cu mai multe state membre ale Uniunii Europene (deși alte state ale Uniunii au impus interdicție de intrare asupra lui Lukașenko și asupra altor oficiali de rang înalt), inclusiv statele vecine Letonia, Lituania și Polonia. Interdicțiile de intrare în UE au fost ridicate temporar în trecut pentru a-i permite lui Lukașenko să participe la întruniri diplomatice și să poarte dialog cu grupările de opoziție.
Relațiile bilaterale cu Statele Unite sunt tensionate deoarece Departamentul de Stat al SUA susține diverse ONG-uri anti-Lukașenko, și deoarece guvernul belarus a făcut dificilă operarea pe teritoriul țării a organizațiilor originare din SUA. Tensiunile diplomatice rămân ridicate, iar în 2004, Statele Unite au adoptat Legea pentru Democrație în Belarus, prin care se autoriza finanțarea ONG-urilor pro-democrație din Belarus, și amâna creditele acordate guvernului din Belarus, cu excepția celor în scop umanitar. În pofida acestor fricțiuni politice, cele două țări cooperează în domeniul protejării proprietății intelectuale, al prevenirii traficului cu ființe umane, al combaterii criminalității tehnologice și al înlăturării efectelor dezastrelor naturale.
Relațiile sino-belaruse s-au îmbunătățit, după vizita lui Lukașenko în China în octombrie 2005. Belarus are relații strânse și cu Siria, stat considerat partener-cheie în Orientul Mijlociu. Pe lângă CSI, Belarusul este membru al Comunității Economice Euro-Asiatice, al Organizației Tratatului de Securitate Colectivă, al Mișcării de Nealiniere din 1998, al Organizației pentru Securitate și Cooperare în Europa (OSCE), și al ONU începând din 1945. Ca membru OSCE, angajamentele internaționale ale Belarusului sunt supuse monitorizării sub mandatul Comisiei Helsinki.

### Armata
Forțele Armate ale Belarusului sunt compuse din trei ramuri: Armata, Forțele Aeriene, și personalul general al Ministerului Apărării. General-colonel Leonid Malțev conduce Ministerul Apărării, iar Aleksander Lukașenko (în calitate de șef al statului) este comandant suprem. Forțele Armate s-au înființat în 1992 pe baza unor părți din fosta Armată Sovietică aflate pe teritoriul republicii. Procesul de transformare a forțelor sovietice în Armata Belarusului, încheiat în 1997, a dus la reducerea numărului de soldați cu 30.000 și restructurarea formațiunilor și conducerii.
Mare parte din membrii armatei Belarusului sunt recruți în serviciu obligatoriu, care durează 12 luni pentru absolvenții de învățământ superior și 18 luni pentru restul. Scăderea demografică a populației în segmentul de vârstă a recrutării a crescut importanța soldaților profesioniști, care numărau în 2001 12.000 de persoane. În 2005, circa 1,4 % din PIB-ul Belarusului este dedicat cheltuielilor militare. Belarus nu și-a exprimat dorința de a adera la NATO dar a participat la Programul Parteneriat Individual începând cu 1997, iar Belarusul oferă suport pentru realimentare și utilizare a spațiului aerian pentru misiunea ISAF din Afghanistan. Belarus a început cooperarea cu NATO prin semnarea documentelor de participare la Programul Parteneriat pentru Pace în 1995. Belarusul nu poate însă să adere la NATO deoarece este membră a Organizației Tratatului de Securitate Colectivă. Tensiunile dintre NATO și Belarus au ajuns la un maxim după alegerile prezidențiale din martie 2006.

### Împărțirea administrativă
Belarusul este împărțit în șase regiuni (în belarusă вобласць, voblasć, în rusă область, oblast), denumite fiecare după orașul de reședință. Fiecare regiune are o autoritate legislativă regională, denumită sfat regional (în belarusă абласны Савет Дэпутатаў ablasny Savet Deputataŭ; în rusă областной Совет Депутатов, oblastnoi Sovet Deputatov), ales de locuitorii fiecărei regiuni, precum și o autoritate regională executivă denumită Comitetul Administrativ (în belarusă абласны выканаўчы камітэт, ablasny vykanaŭčy kamitet; în rusă областной исполнительный комитет, oblastnoi ispolnitelnnîi komitet), al cărui președinte este numit de președintele țării. Regiunile sunt împărțite la rândul lor în raioane (în belarusă раён, rajon; în rusă район, raion).

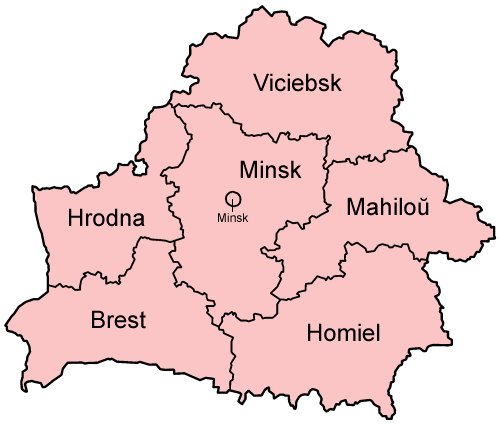
Regiunile Belarusului

Fiecare raion are propria autoritate legislativă, sau sfat raional, (în belarusă раённы Савет Дэпутатаў, rajonny Savet Deputataŭ; în rusă районный Совет Депутатов, raionîi Sovet Deputatov) ales de locuitori, și o autoritate executivă numită de guvern. În 2002, cele șase regiuni erau împărțite în 118 raioane, 102 orașe, și 108 de așezări urbanizate. Orașul Minsk este împărțit în nouă districte și are statut special, fiind capitala țării. El este guvernat de un comitet executiv și a primit chartă de autoguvernare.
Regiuni (cu reședințele lor):
1. Regiunea Brest (Brest)
2. Regiunea Gomel (Gomel)
3. Regiunea Grodno (Grodno)
4. Regiunea Moghilău (Moghilău)
5. Regiunea Minsk (Minsk)
6. Regiunea Vitebsk (Vitebsk)

Teritoriu cu statut special:
1. Orașul Minsk

## Economie

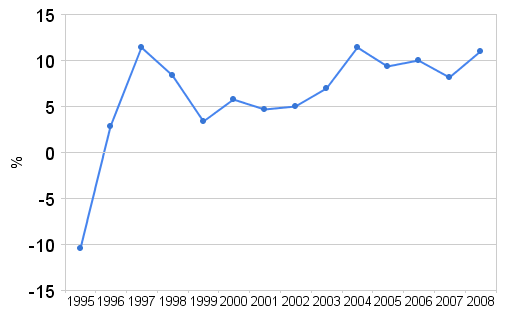
Creșterea PIBului Belarusului între 1995 și 2007, plus o estimare pe 2008.

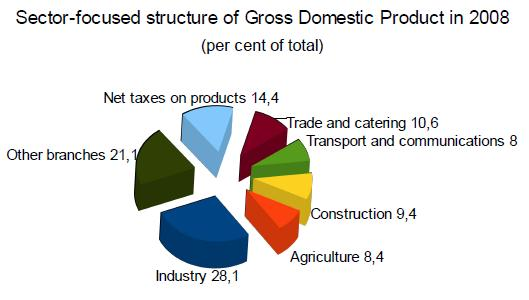
Economia belarusă pe sectoare.

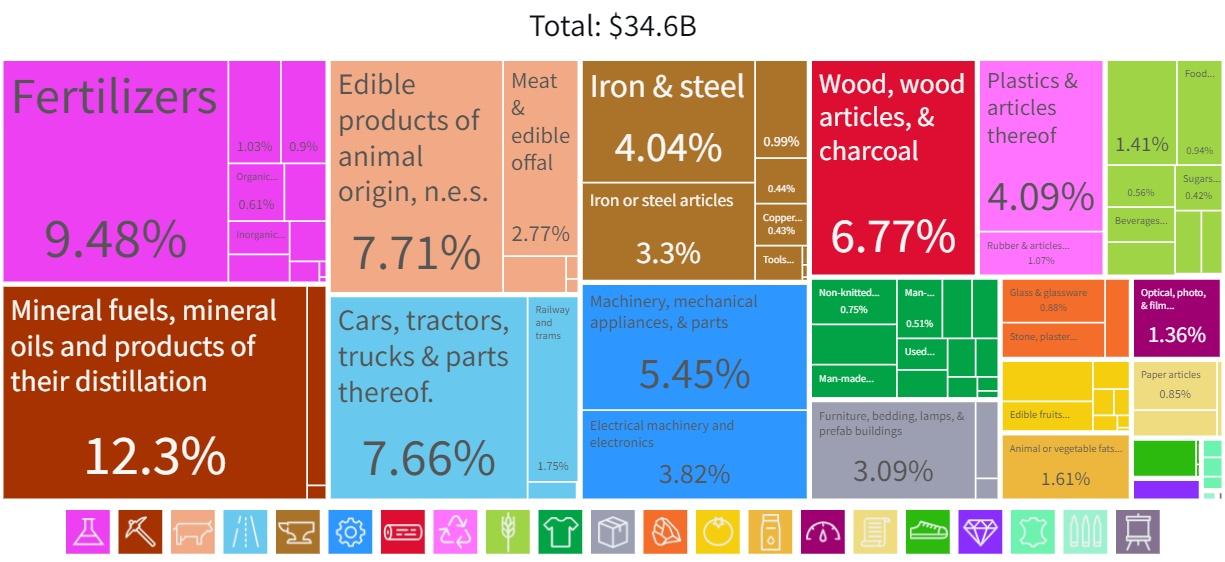
Prezentare grafică a exporturilor Belarusului în 28 de categorii.

Mare parte din economia Belarusului rămâne în continuare controlată de stat și a fost descrisă ca fiind „de tip sovietic”. Astfel, 51,2 % din forța de muncă din țară este angajată în companii de stat, 47,4 % în companii private locale (dintre care doar 5,7 % au capital parțial străin), iar 1,4 % lucrează la companii străine. Țara importă în principal din Rusia, inclusiv petrol. Printre cele mai importante produse agricole se numără cartofii și produsele rezultate din creșterea vitelor, inclusiv carne și lapte. În 1994, principalele produse de export ale Belarusului erau mașinile grele (în special tractoare), produse agricole și energie.
Istoric, industria textilă și prelucrarea lemnului au constituit părți semnificative din industrie. La destrămarea URSS în 1991, Belarusul era una dintre cele mai industrializate țări din lume, în termeni de procentaj al producției industriale în PIB, și era cel mai bogat stat membru al CSI. Economic, Belarusul s-a implicat în CSI, Comunitatea Economică Euroasiatică și în Uniunea cu Rusia.
În anii 1990, însă, producția industrială s-a prăbușit din cauza scăderii importurilor, investițiilor și a cererii de produse belaruse din partea partenerilor comerciali. PIB-ul a început să crească abia în 1996; aceasta a coincis cu implementarea subvențiilor de stat. În 2006, PIB-ul ajunsese la 83,1 miliarde de dolari cu paritate a puterii de cumpărare (estimată), sau circa 8.100 de dolari pe cap de locuitori. În 2005, PIB crescuse cu 9,9 %; rata medie a inflației era de 9,5 %.
În 2006, cel mai mare partener comercial al Belarusului era Rusia, cu circa jumătate din tranzacții, al doilea fiind Uniunea Europeană în ansamblul ei, cu circa o treime din volumul total al tranzacțiilor. Din cauza neprotejării drepturilor muncitorilor, însă, Belarusul și-a pierdut statutul din cadrul Sistemului Generalizat de Preferințe al UE la 21 iunie 2007, ceea ce a dus la creșterea taxelor vamale la nivelul normal. Belarusul a cerut să devină membru al OMC în 1993.

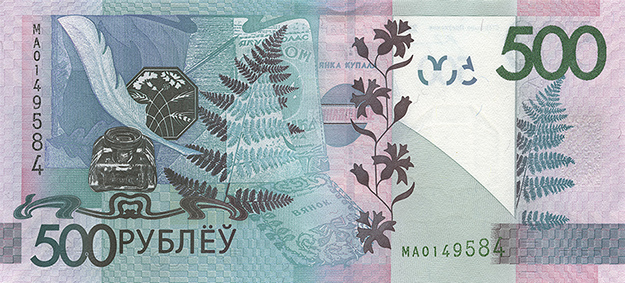
Reversul bancnotei de 500 de ruble belaruse (BYN), moneda națională

Forța de muncă este formată din peste patru milioane de oameni, între care femeile dețin puțin mai multe slujbe decât bărbații. În 2005, circa un sfert din populație era angajată în industrie. Mulți oameni lucrau și în agricultură, vânzări și educație. Rata șomajului, conform statisticilor guvernamentale, era de 1,5 % în 2005. Existau 679.000 de belaruși șomeri, dintre care două treimi erau femei. Rata șomajului a scăzut după 2003, când rata totală a șomajului a fost cea mai mare de la începutul înregistrărilor din 1995.
Moneda Belarusului este rubla belarusă (BYN). Ea a fost introdusă în mai 1992, în locul rublei sovietice. Rubla a fost denominată în 2016. În contextul Uniunii Statele Rusia-Belarus, ambele țări au discutat utilizarea unei monede unice după modelul euro. Aceasta a dus la propunerea ca rubla belarusă să fie desființată și înlocuită cu rubla rusească (RUB), începând cu 1 ianuarie 2008. În august 2007, Banca Națională a Republicii Belarus nu a mai ținut cursul de schimb fix cu rubla rusească. Sistemul bancar al Belarusul constă din treizeci de bănci de stat și una privatizată. La 23 mai 2011, rubla belarusă s-a depreciat cu 56 % față de dolar. Deprecierea aceasta a fost și mai abruptă pe piața neagră, iar colapsul financiar părea iminent, cetățenii cumpărând masiv dolari, euro, bunuri de utilizare îndelungată și alimente conservate. La 1 iunie 2011, Belarusul a cerut un pachet economic de salvare de la Fondul Monetar Internațional.

## Demografie
Conform recensământului din 2009, populația este de 9.503.807. Etnicii belaruși constituie 83,7 % din totalul populației. Principalele minorități sunt: rușii (8,3 %), polonezii (3,1 %), și ucrainenii (1,7 %). Cele două limbi oficiale în Belarus sunt rusa și belarusa; Rusa este limba principală, utilizată de 72 % din populație, în timp ce belarusa, a doua limbă oficială, mai este folosită doar de 11,9 %. Minoritățile vorbesc și poloneza, ucraineana și idiș.
Densitatea medie a populației Belarusului este de circa 50 de locuitori pe kilometru pătrat; 70 % din populație este concentrată în zone urbane. Minsk, capitala țării și cel mai mare oraș, este locuit de 1.836.808 locuitori, în 2009. Gomel, cu 481.000 de locuitori, este al doilea oraș și este reședința regiunii Homjel. Alte mari orașe sunt Moghilău (365.100), Vitebsk (342.400), Hrodna (314.800) și Brest (298.300).
Ca și multe alte țări europene, Belarusul înregistrează scădere demografică și spor natural negativ. În 2007, populația Belarusului a scăzut cu 0,41 % și rata fertilității a fost de 1,22, mult sub rata de înlocuire. Rata migrației nete este de +0,38 la 1.000 de locuitori, indicând că Belarusul are parte de o imigrație puțin mai mare ca emigrația. În 2007, 69,7 % din populația Belarusului avea vârsta cuprinsă între 14 și 64 de ani; 16 % avea sub 14 ani, iar 14,6 % avea peste 65. Populația este în proces de îmbătrânire: vârsta mediană este de 37 de ani, dar se estimează că până în 2050 ar putea ajunge între 55 și 65 de ani. Raportul între bărbați și femei în Belarus este de circa 0,88. Speranța medie de viață este de 68,7 ani (63 ani pentru bărbați și 74,9 ani pentru femei). Peste 99 % din belaruși știu să citească și să scrie.

### Religia

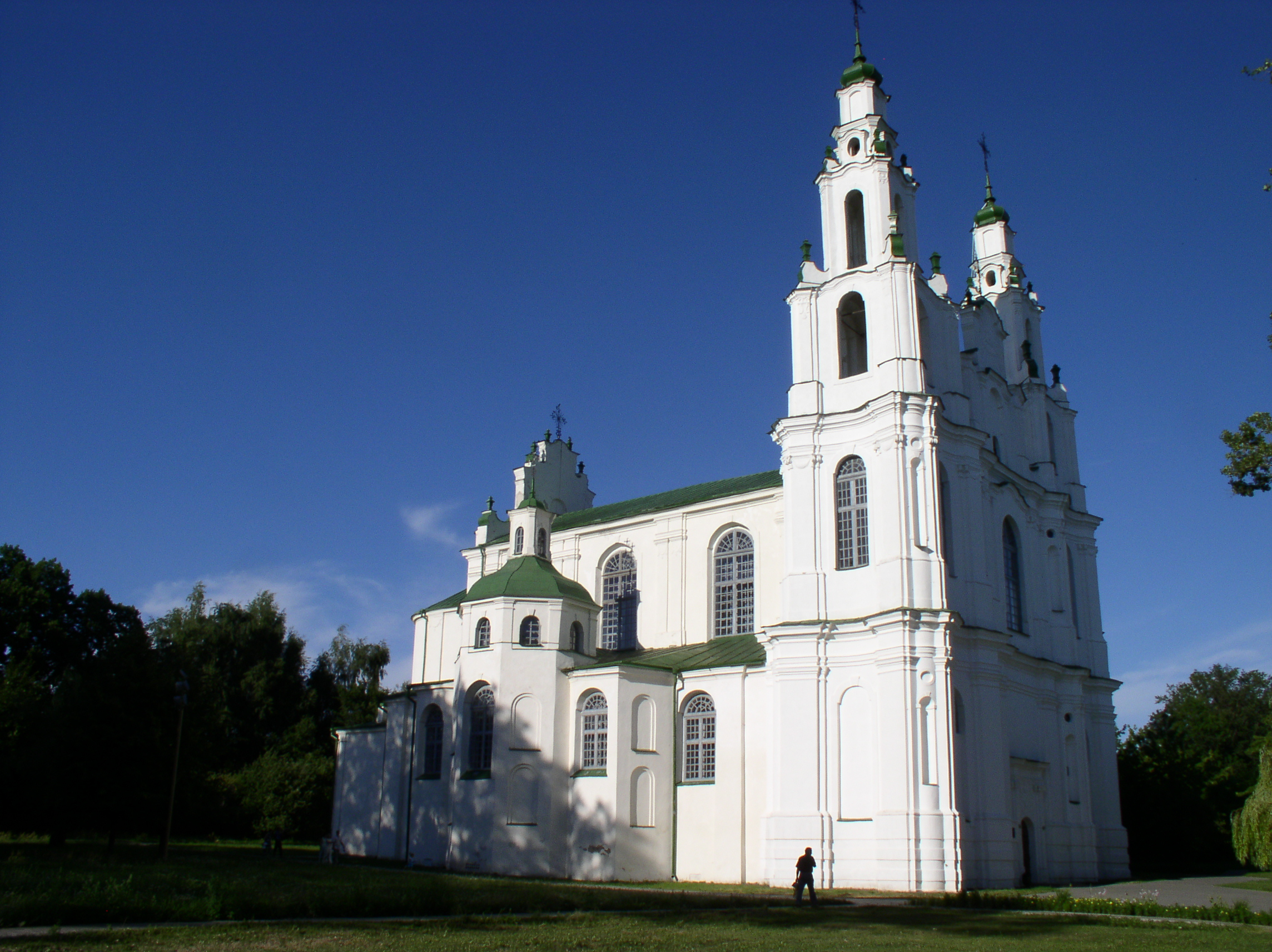
Catedrala Sfânta Sofia din Polack/Poloțk

Ortodoxismul este religia practicată de 80 % din populație. Catolicismul este răspândit mai ales în vest, existând și diferite culte protestante (datând în special din timpul ocupației Suediei protestante). Alte minorități practică iudaismul și alte religii. Mulți Belaruși au trecut la Biserica Ortodoxă Rusă după anexarea de către Rusia a zonelor belaruse din Uniunea Polono-Lituaniană. Ca urmare, Biserica Ortodoxă Rusă este principala organizație religioasă ca număr de aderenți.
Minoritatea romano-catolică din Belarus, care constituie circa 15 % din populație și este concentrată în vestul țării, în special în zona orașului Hrodna, este formată atât din belaruși, cât și din membrii minorităților poloneză și lituaniană. Într-o declarație dată mass-media în ce privește legăturile între Belarusian și Vatican, președintele Lukașenko a afirmat că ortodocșii și catolicii sunt „principalele două confesiuni din țara noastră”. Circa un procent aparțin Bisericii Greco-Catolice Belaruse.
Belarusul a fost un principal centru al populației evreiești din Europa, 10 % din populație fiind evreiască înaintea celui de al Doilea Război Mondial. Aceasta a fost redusă însă de război, înfometare, deportări, masacre și emigrări, astfel că astăzi ea a rămas doar o mică minoritate, de mai puțin de 1 %. Tătarii lipcani, în număr de peste 15.000, sunt musulmani. Conform articolului 16 al Constituției, Belarusul nu are religie oficială. Deși același articol acordă libertatea religiilor, organizațiile religioase considerate dăunătoare guvernului sau ordinii sociale pot fi interzise.

## Cultura

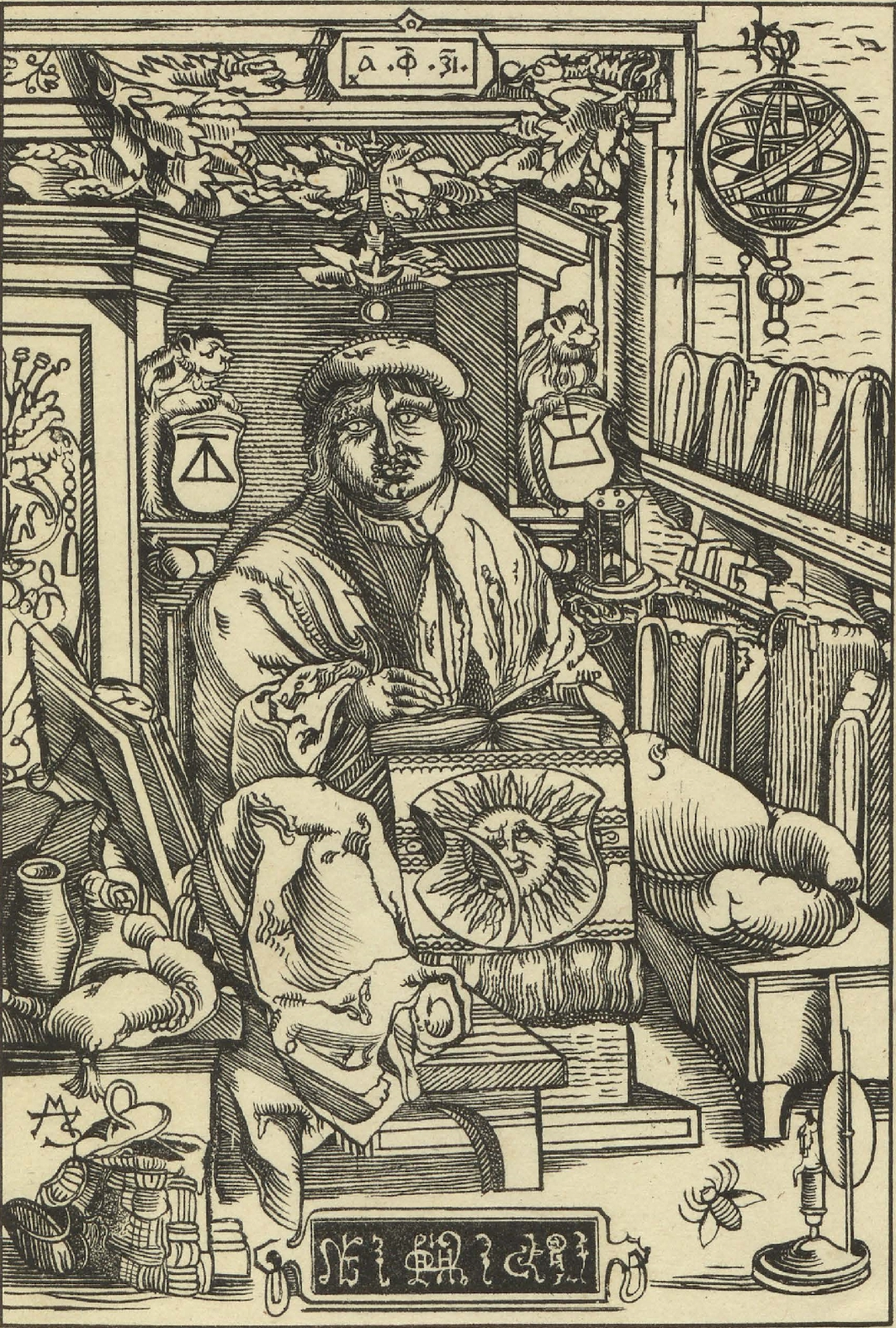
Francysk Skaryna, care a dezvoltat limba belarusă, unul dintre primii care a tipărit texte scrise cu alfabetul chirilic.

### Literatura
Literatura belarusă a început cu textele religioase din secolele al XI-lea–al XIII-lea, cum ar fi poeziile din secolul al XII-lea ale lui Chiril din Turaŭ. Până în secolul al XVI-lea, Francysk Skaryna din Poloțk a tradus Biblia în belarusă. Această traducere a fost publicată la Praga și la Vilnius în anii 1517 și 1525, ea devenind prima carte tipărită în Belarus și chiar în toată Europa de Est. Era modernă a literaturii belaruse a început la sfârșitul secolului al XIX-lea; un scriitor proeminent a fost Janka Kupała. Mulți scriitori belaruși ai vremii, cum ar fi Uładzimir Žyłka, Kazimir Svajak, Yakub Kolas, Źmitrok Biadula și Maksim Haretski, au scris pentru Naša Niva, un ziar de limbă belarusă publicat la Vilnius.
După ce Belarusul a fost incorporat în Uniunea Sovietică, guvernul sovietic a preluat controlul asupra chestiunilor culturale ale republicii. La început, a fost urmată o politică de „bielorusizare” în nou-formata (RSS Bielorusă). Această politică a fost inversată în anii 1930, iar majoritatea intelectualilor belaruși și a naționaliștilor au fost exilați sau uciși în epurările staliniste. Libera dezvoltare a literaturii belaruse a avut loc doar în teritoriul deținut de Polonia până la ocupația sovietică din 1939. Mai mulți poeți și scriitori au plecat în exil după ocuparea nazistă a Belarusului și s-au întors abia în anii 1960. Ultima mare revigorare a literaturii belaruse a avut loc în anii 1960, cu romanele publicate de Vasil Bykaŭ și Uładzimir Karatkievič.

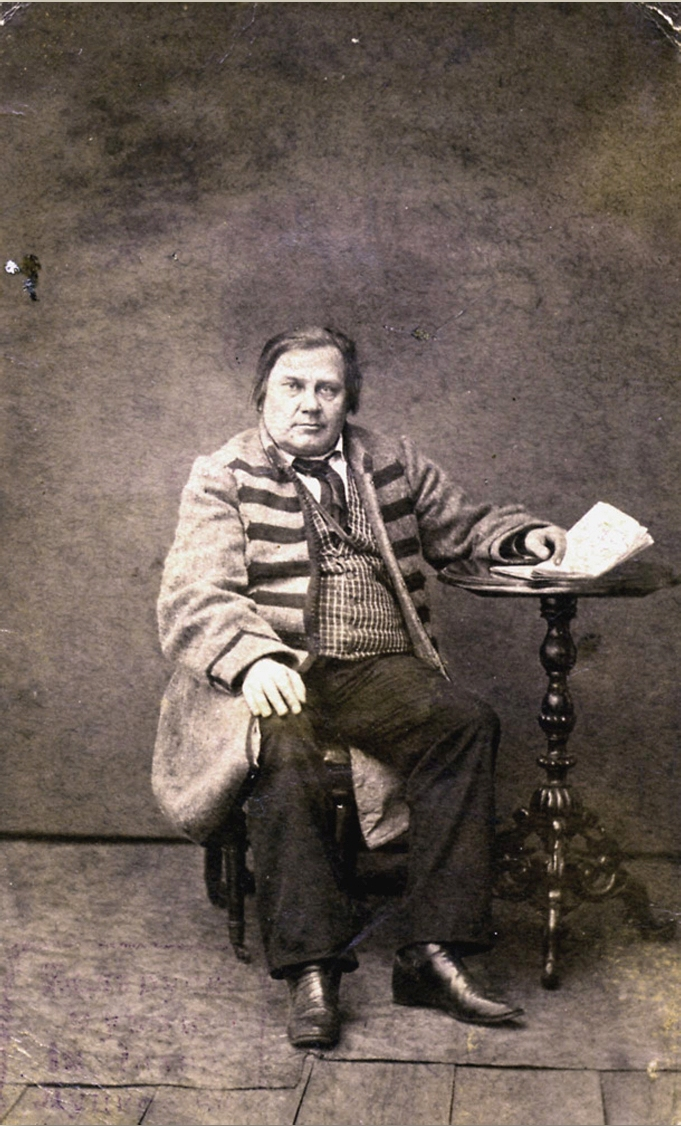
Scriitorul Vincent Dunin-Marcinkievič.

Cei mai cunoscuți scriitori moderni sunt Svetlana Alexievici, Vladimir Nyaklyaev, Lyudmila Rublevskaya, Oleg Grushecki.

### Muzica

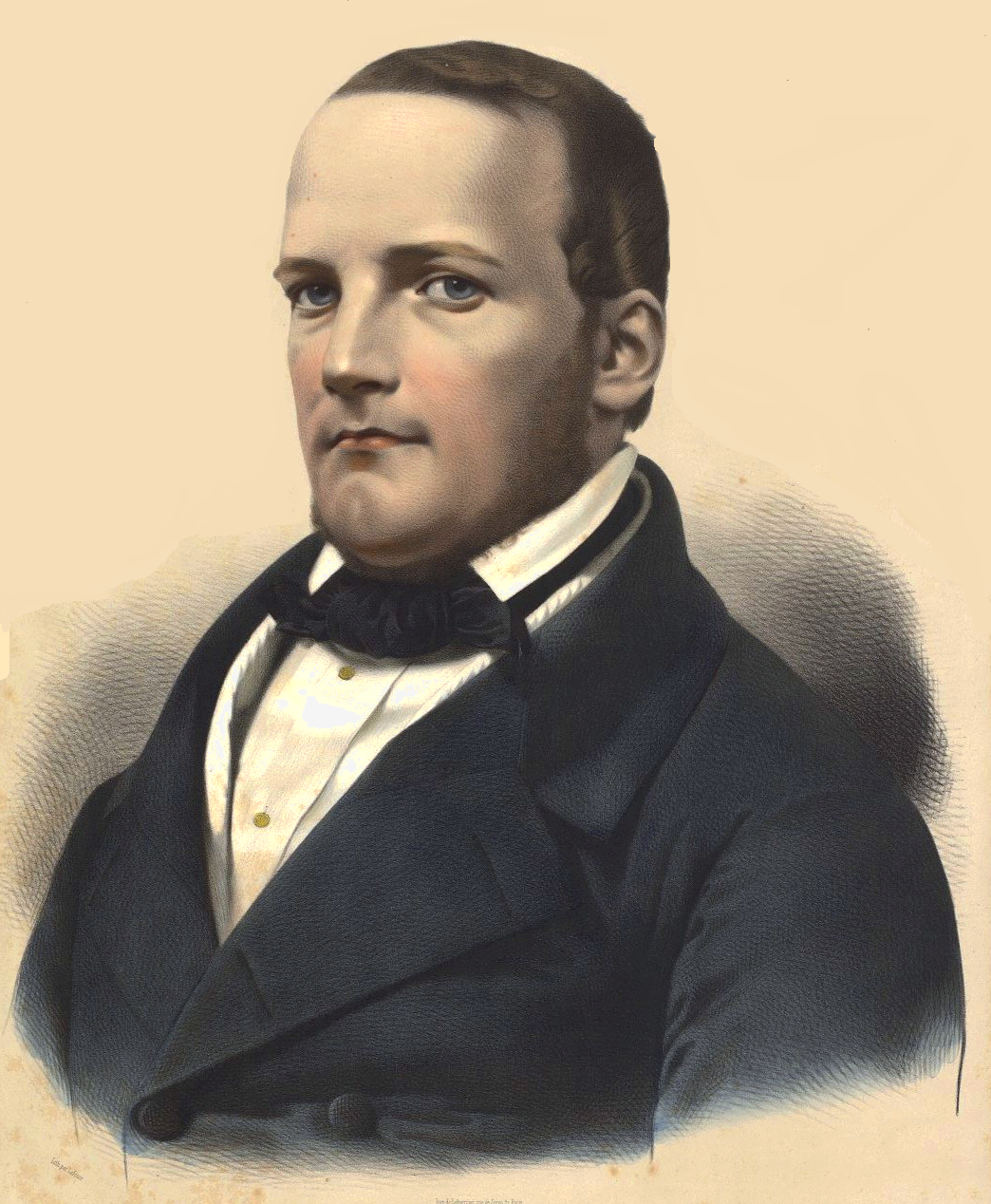
Stanisław Moniuszko

În secolul al XIX-lea, compozitorul polonez Stanisław Moniuszko a compus opere și bucăți de muzică de cameră pe când locuia în Minsk. În timpul șederii sale, a colaborat cu poetul belarus Vincent Dunin-Marcinkievič pentru a crea opera Sielanka (Țăranca). La sfârșitul secolului al XIX-lea, marile orașe belaruse aveau propria operă și propria trupă de balet. Baletul Privighetoarea de M. Kroshner a fost compus în perioada sovietică și a devenit primul balet belarus reprezentat la Teatrul Național Academic de Balet Bolșoi din Minsk.
După al Doilea Război Mondial, muzica s-a concentrat pe greutățile îndurate de poporul belarus și pe cei care au luptat pentru apărarea patriei. În această perioadă, A. Bogatîriov, autorul operei În pădurea virgină Polesye, a servit drept „mentor” al compozitorilor belaruși. Teatrul Național Academic de Balet, din Minsk, a primit Premiul Benois de la Dance în 1996, acordat celei mai bune trupe de balet din lume. Muzica rock a devenit recent din ce în ce mai populară, deși guvernul a încercat să limiteze cantitatea de muzică străină difuzată la radio în favoarea muzicii tradiționale. Din 2004, Belarusul trimite artiști la concursul muzical Eurovision.

### Arte interpretative

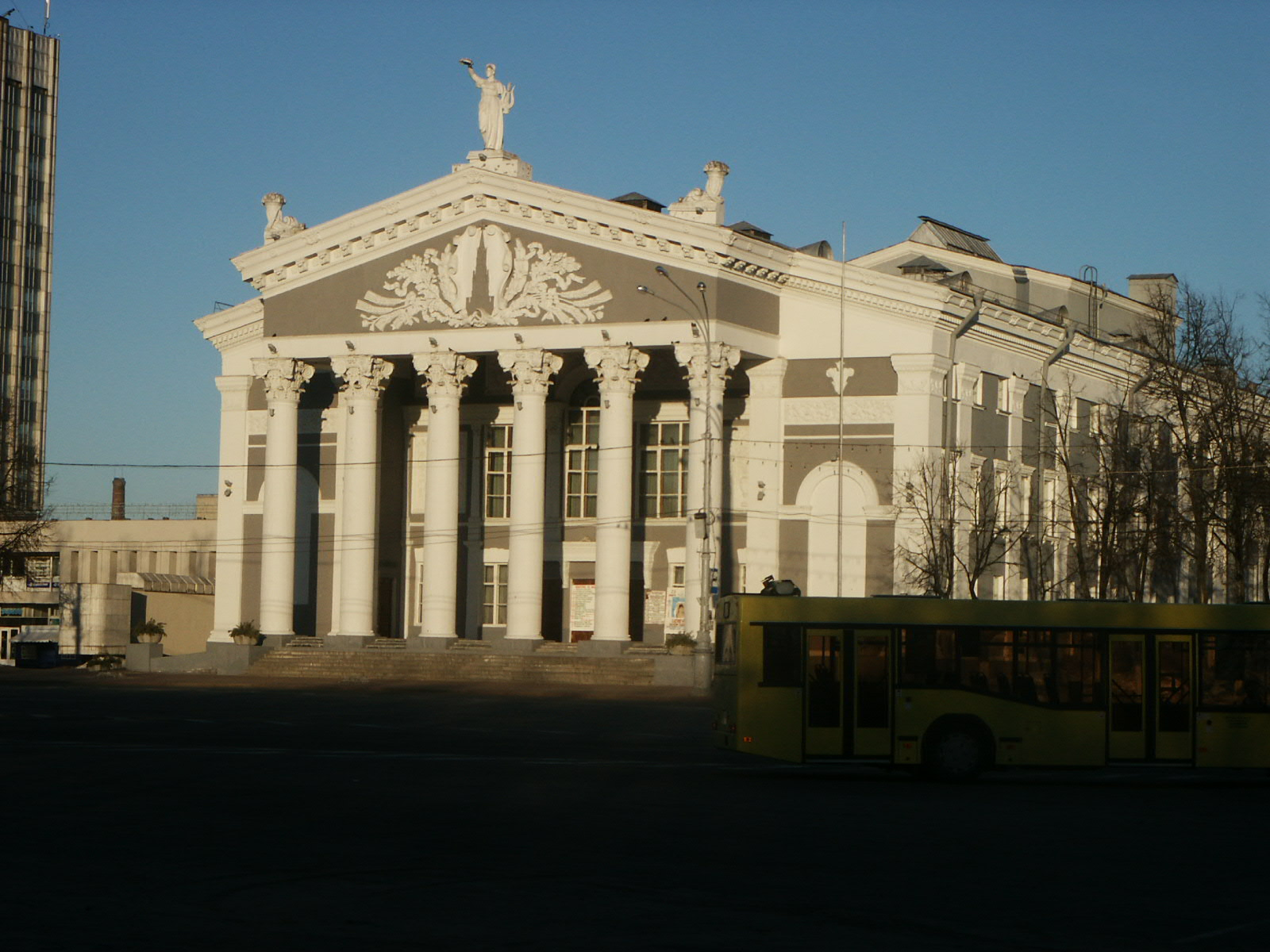
Teatrul regional din Gomel

Guvernul Belarusului sponsorizează festivaluri culturale anuale, cum ar fi Bazarul Slavianski din Vicebsk, care scoate la rampă artiști, actori, scriitori și muzicieni belaruși. Mai multe sărbători oficiale, cum ar fi Ziua Independenței, și Ziua Victoriei, atrag mari mulțimi și adesea includ spectacole de artificii și parade militare, în special la Vitebsk și Minsk. Ministerul Culturii finanțează evenimente ce promovează arta și cultura belarusă atât în țară, cât și peste hotare.

### Portul
Portul tradițional belarus datează din perioada Rusiei Kievene. Din cauza climei reci, hainele au fost făcute în așa fel încât să rețină căldura și erau de regulă făcute din in sau lână. Ele erau decorate cu modele ornamentale influențate din culturile popoarelor vecine: polonez, lituanian, rus, ucrainean, leton, lituanian, și din cele ale altor țări europene. Fiecare regiune din Belarus are modelele sale specifice. Un model ornamental frecvent întâlnit în costumele populare vechi decorează astăzi drapelul Belarusului, adoptat într-un disputat referendum în 1995.

### Bucătărie

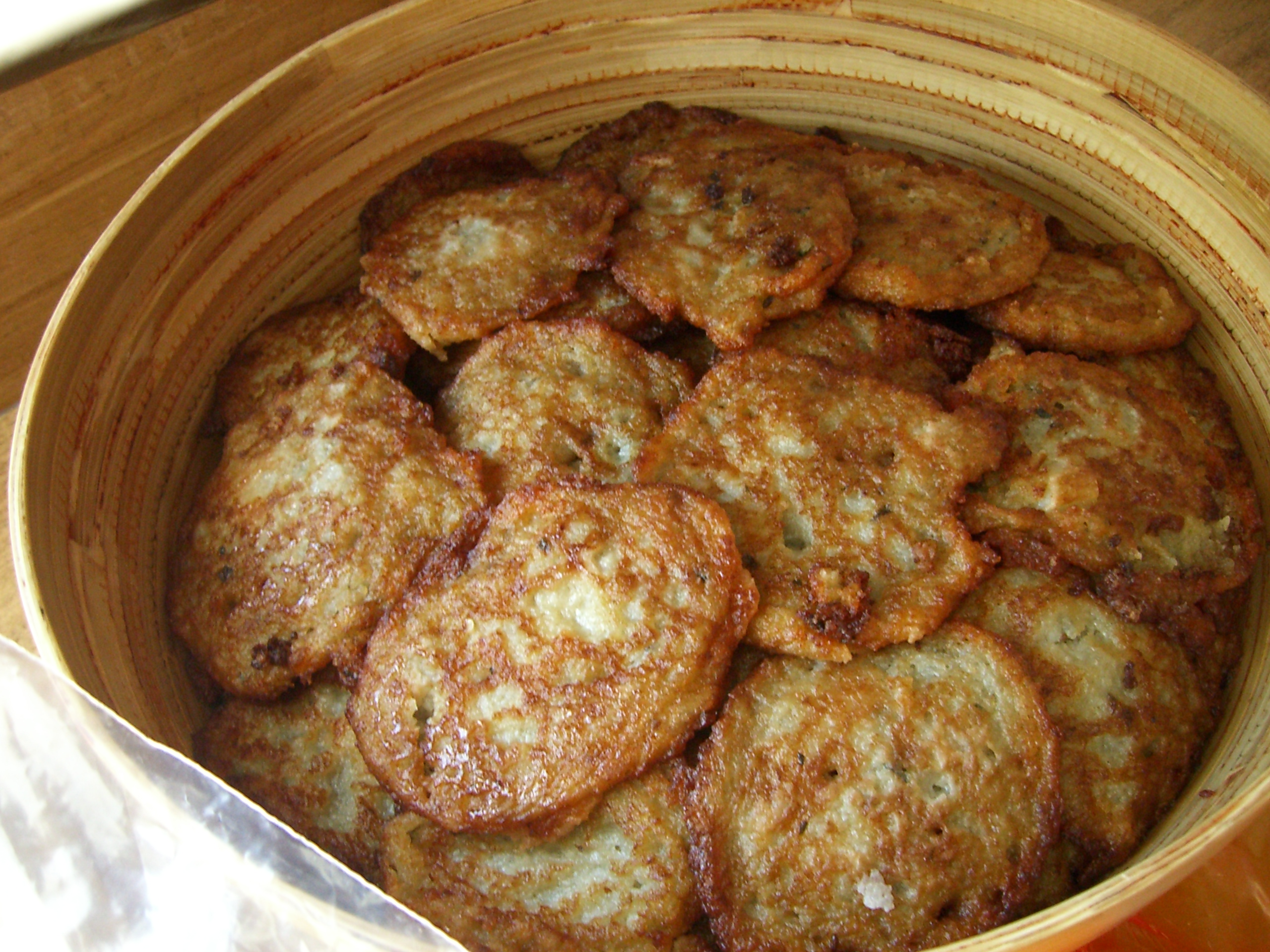
Draniki

Bucătăria belarusă este în principal bazată pe legume, carne (în special de porc) și pâine. Un belarus tipic servește un mic dejun ușor și două mese bogate, cina fiind cea mai mare masă a zilei. În Belarus se consumă pâine de grâu și secară, dar cea de secară este mai des întâlnită, deoarece grâul nu poate fi ușor crescut din cauza condițiilor climatice. Pentru a da dovadă de ospitalitate, gazda prezintă o ofrandă de pâine și sare la întâmpinarea unui oaspete. Băuturile populare din Belarus sunt votcă rusească de grâu și kvas, o băutură obținută din pâine neagră de malț sau din făină de grâu, fermentată. Kvassul poate fi combinat și cu legume tăiate felii pentru a obține o supă rece denumită okroșka.

### Patrimoniul Mondial UNESCO în Belarus
Belarusul are patru situri aflate în patrimoniul mondial UNESCO: complexul Castelului Mir, castelul Niasviž, pădurea Białowieża (comun cu Polonia), și arcul geodezic Struve (comun cu alte nouă țări). Patrimoniul mondial intangibil cuprinde și el obiceiul „țarilor Kalyady”.

### Sport
Belarus a concurat la Jocurile Olimpice de la Jocurile Olimpice de iarnă din 1994 ca națiune independentă. Primind o mare sponsorizare din partea guvernului, hocheiul pe gheață este al doilea sport ca popularitate din țară, după fotbal. Echipa națională de fotbal nu s-a calificat niciodată la un turneu major; cu toate acestea, BATE Borisov a jucat în Liga Campionilor. Echipa națională de hochei a terminat pe locul al patrulea la Jocurile Olimpice de la Salt Lake City din 2002, după o victorie memorabilă asupra Suediei în sferturile de finală și concurează în mod regulat la Campionatele Mondiale, ajungând adesea în sferturile de finală. Numeroși jucători din Belarus sunt prezenți în Liga Kontinentală de Hochei din Eurasia, în special pentru clubul din Belarus HC Dinamo Minsk, iar mai mulți au jucat și în Liga Națională de Hochei din America de Nord. Campionatul Mondial IIHF 2014 a fost găzduit în Belarus, iar Campionatul Mondial IIHF 2021 trebuia să fie găzduit împreună în Letonia și Belarus, dar a fost anulat din cauza protestelor ample și a preocupărilor de securitate. Campionatele europene UEC pe pistă din 2021 la ciclism au fost, de asemenea, anulate, deoarece Belarus nu a fost considerată o gazdă sigură.

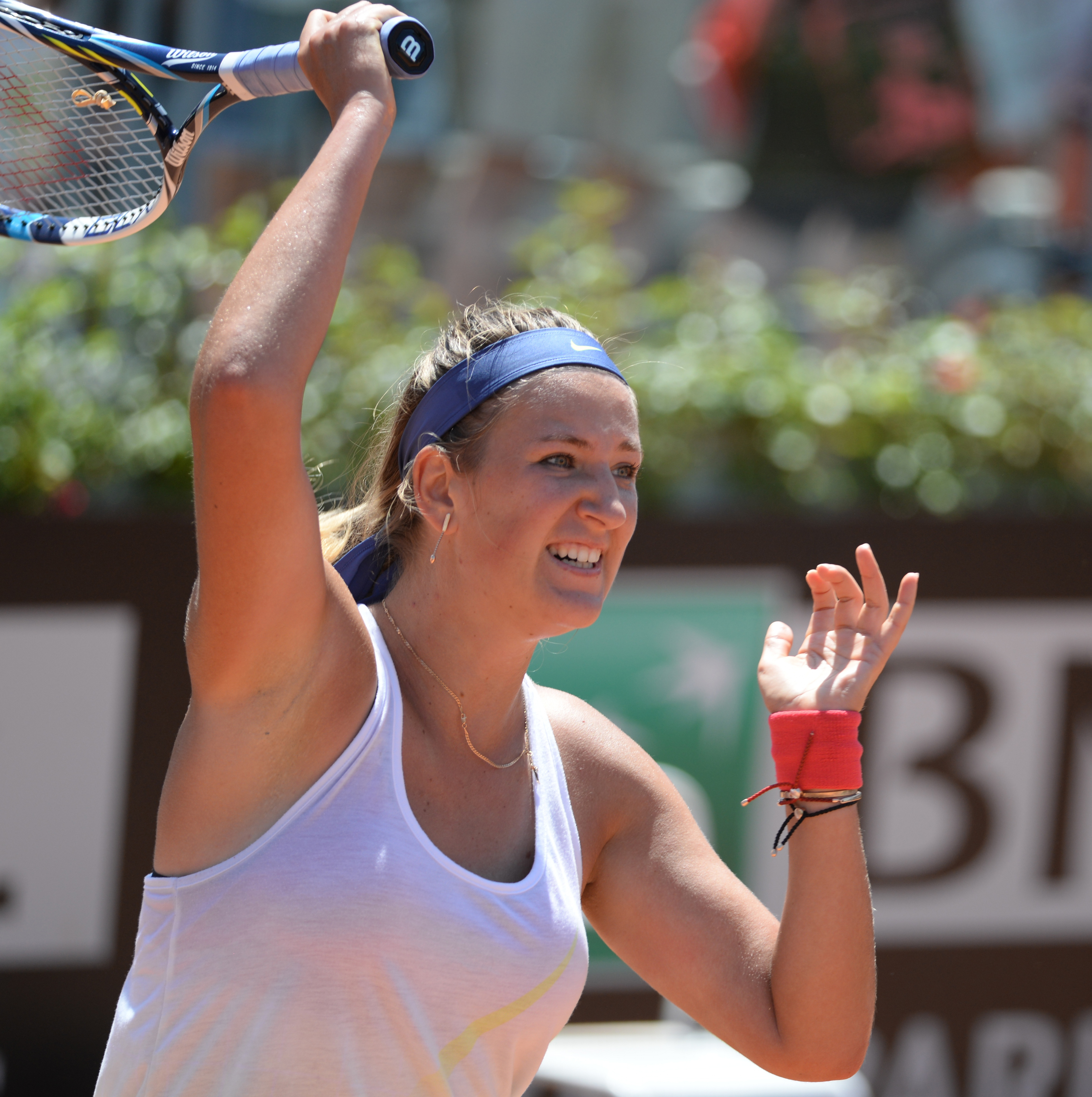
Victoria Azarenka, jucătoare de tenis profesionistă și fostă numărul 1 mondial la simplu

Daria Domraceva este o biatlonistă de top ale cărei onoruri includ trei medalii de aur la Jocurile Olimpice de iarnă din 2014. Jucătoarea de tenis Victoria Azarenka a devenit prima bielorusă care a câștigat un titlu de Grand Slam la Australian Open în 2012. Ea a câștigat și medalia de aur la dublu mixt la Jocurile Olimpice de vară din 2012 cu Max Mirnîi, care deține zece Titluri Grand Slam la dublu.
Alți sportivi notabili din Belarus includ ciclistul Vasil Kirîienka, care a câștigat Campionatul Mondial de cronometru pe șosea din 2015 și alergătoarea de mijloc Marina Arzamasova, care a câștigat medalia de aur la 800 m la Campionatele Mondiale de atletism din 2015. Andrei Arlovski, care s-a născut în Babruisk, RSS Bielorusia, este un actual luptător UFC și fost campion mondial UFC la categoria grea.
Belarus este cunoscut și pentru gimnastele sale puternice. Printre gimnastele remarcabile se numără Inna Zukova, care a câștigat argint la Jocurile Olimpice de la Beijing din 2008, Liubov Ciarkașina, care a câștigat bronzul la Jocurile Olimpice de la Londra din 2012 și Melițina Staniuta, medaliată de bronz la Campionatele Mondiale din 2015. Gruparea gimnaștilor bieloruși la seniori a câștigat bronzul la Jocurile Olimpice de la Londra din 2012.

### Telecomunicații

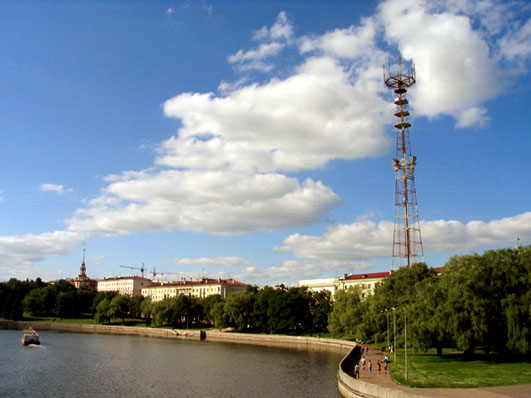
Sediul televiziunii de stat din Minsk

În 2008, existau 3,718 milioane de linii telefonice, în comparație cu 8,639 milioane de telefoane mobile în Belarus. Majoritatea liniilor telefonice fixe sunt operate de Beltelcom, companie de stat. Circa două treimi din toate serviciile de telefonie rulează pe sisteme digitale, iar media deținerii de telefoane mobile este de circa 9 telefoane la 10 persoane. Existau aproximativ 113.000 de difuzori de Internet în Belarus în 2009, care deserveau aproximativ 3,107 milioane de utilizatori de Internet.
Cel mai mare grup de firme de media din Belarus este Compania Națională de Stat de Radio și Televiziune. Ea operează mai multe posturi de radio și televiziune care difuzează conținut pe plan intern și internațional, fie prin semnale tradiționale, fie prin Internet. Rețeaua de Difuzare de Televiziune este una dintre principalele posturi independente de televiziune din Belarus, în principal difuzând programe refionale, precum și o copie a show-ului The Big Bang Theory intitulată Teoreticienii. Mai multe ziare, tipărite fie în belarusă fie în rusă, oferă informații sau conținut de interes special, pe domenii cum ar fi afacerile, politica și sportul. În 1998, erau mai puțin de 100 de posturi radio în Belarus: 28 AM, 37 FM și 11 pe unde scurte.
Activitatea companiilor media este reglementată prin Legea Presei și a altor Mass Media, adoptată la 13 ianuarie 1995. Aceasta acordă libertate presei, dar articolul 5 interzice calomnierea președintelui Belarusului sau a altor oficiali stipulați în Constituție. Guvernul Belarusului este criticat pentru acțiunea împotriva presei. Ziare cum ar fi Naša Niva și Belaruskaia Delovaia Gazeta au fost luate în vizor de autorități după ce au publicat rapoarte ce critică pe președintele Lukașenko și alți oficiali din guvern. OSCE și Freedom House au comentat referitor la pierderea libertății presei în Belarus. În 2009, Freedom House a dat Belarusului un scor de 6,75 (neliber) la libertatea presei. O altă problemă pentru presa belarusă este dispariția nerezolvată a mai multor jurnaliști.